# ガルーダ・インドネシア航空

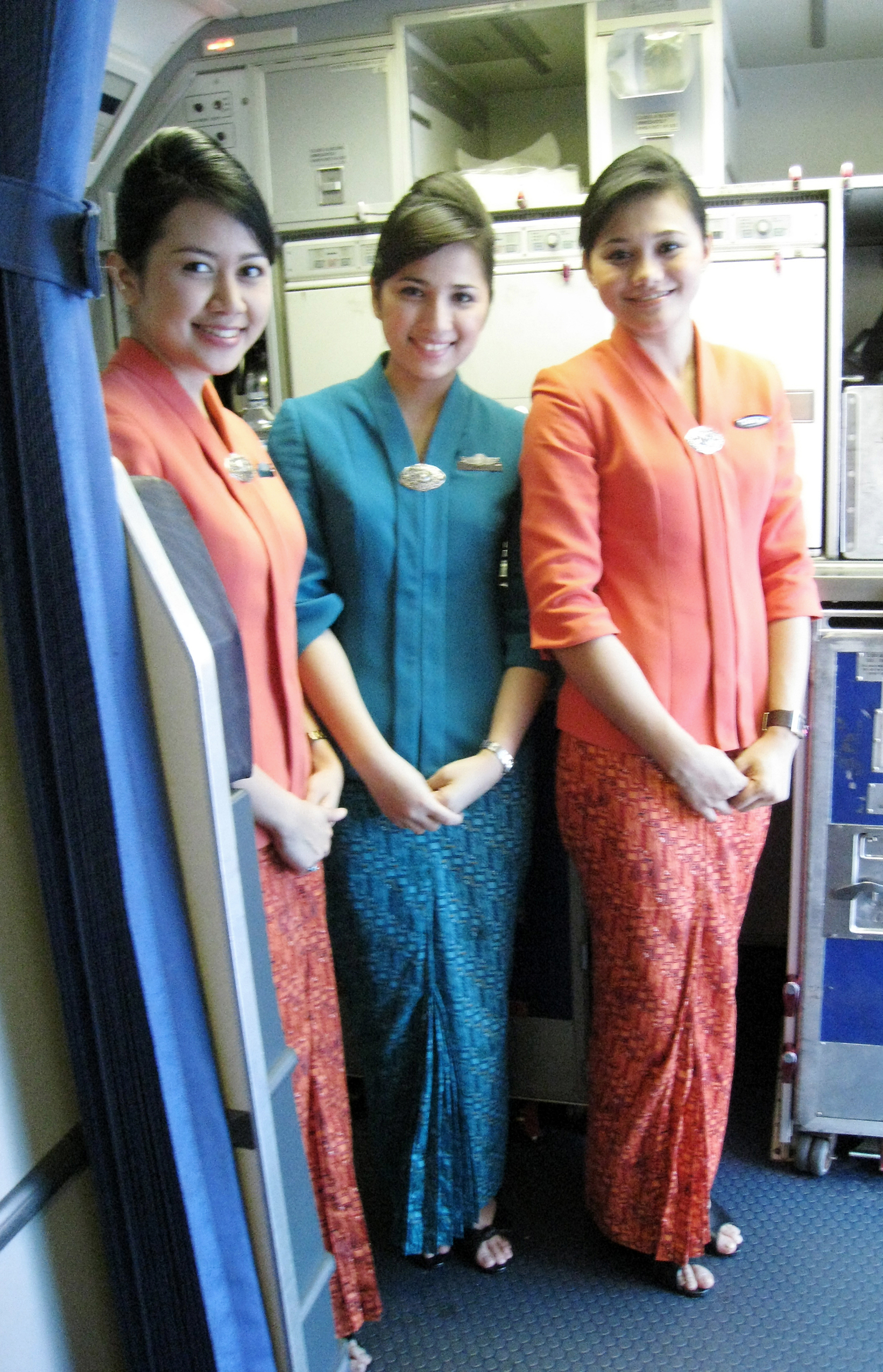
ガルーダ・インドネシア航空の客室乗務員

ガルーダ・インドネシア航空（ガルーダ・インドネシアこうくう、インドネシア語: PT Garuda Indonesia (Persero) Tbk）は、1949年に設立されたインドネシアの国営航空会社で、同国のフラッグ・キャリアである。日本では「ガルーダ航空」とも呼ばれ、英語圏ではGaruda Indonesiaとも表記される。コールサインは会社名の「Garuda」ではなく、国名である「Indonesia」となっている。
イギリス・スカイトラックス社による航空会社の格付けで、実質最高評価の「ザ・ワールド・ファイブ・スター・エアラインズ（The World's 5-Star Airlines）」の認定を得ている。

## 概要
社名の「ガルーダ」は、インドネシアの国章でもあるヒンドゥー教の神鳥ガルダから取られている。ガルダはヴィシュヌ神を乗せ、天空を駆け抜けたと言われており、ロゴマークには“安全で快適な空の旅を”との願いが込められている。当初は旧宗主国のKLMオランダ航空が運航していた諸島間運航を引き継ぐ形で運航を開始、1954年3月には100%国有化された。インドネシアのいわゆる「フラッグ・キャリア」である。
航空券の座席予約システム（CRS）は、アマデウスITグループが運営するアマデウスを利用している。

### ハッジチャーター
イスラム教国のインドネシアの航空会社である為、時期によってはメッカ巡礼のチャーター便を運航する。その期間に定期路線を運休して機材を用意することもあれば、他社から短期間機材をリースして運航することもある。機材リースの入札募集も行われることがある。短期間のリース機材には、ハイブリッド塗装が施されるが、運航の都合で定期路線に投入することもある。

### 機内入国審査プログラム
同社は一部の長距離便で、独自の入国審査プログラム「機内入国審査プログラム」を実施していたが、2015年1月7日で終了した。搭乗前にインドネシアの査証代金を支払い、機内にて到着査証の発給と入国審査を同乗する入国審査官が行い、到着後は専用ブースを通ってインドネシアに入国できた。

## 歴史

### 1990年代
- 創立時から全世界の主要都市に乗り入れていたが、1997年のアジア通貨危機により、北米線と欧州線のほとんどが廃止された。

### 2001-2009年
- 2004年9月7日、インドネシアの人権活動家Munir Said Thalibを機内で乗務員が暗殺する事件が発生。
- 当時のガルーダ・インドネシア航空CEOであったインドラ・セティアワンからの命令により乗務員が飲み物にヒ素を混入して暗殺した。2007年10月元CEOであったインドラ・セティアワン及び副CEOであったロハイニルアイニは殺人罪により有罪判決が下った。また法人であるガルーダ・インドネシア航空自体にもメディカルエマージェンシーを出さず緊急着陸を拒否したとしてMunir Said Thalibの遺族に対し賠償命令が下った。
- 欧州連合（EU）が「安全性に問題がある」として、他の全てのインドネシアの航空会社とともに2007年7月6日からのEU域内への乗り入れ禁止を決定[9]。
- また、アメリカ連邦航空局（FAA）も、全てのインドネシアの航空会社は安全面の水準がICAOの基準に合わないとされ、2007年4月頃にはガルーダ・インドネシア航空の搭乗予定者（特に米国人）に注意を呼びかけていた。更にスカイチーム加盟航空会社との提携も旅客・貨物ともすべて中止していた。
- ジャカルタまたはデンパサールを起点に、2009年をめどに再びロンドンやアムステルダム、フランクフルトへの3路線への就航を計画し、2008年2月にボーイング社に最新機材を大量発注した上、2007年以降に大きな事故がないことからEU域内への乗り入れ禁止解除を要望していた。しかし、2008年7月24日のリリースで「安全対策がまだ不十分」として却下されたが、1年後の2009年7月14日のリスト更新で同社の管理体制が国際基準の安全性を満たしているとして、他3社と同時に2年ぶりに禁止が解除され、2010年6月よりジャカルタ - ドバイ - アムステルダム線に再就航した。

### 2009年-現在
- EUの乗り入れ禁止解除を受け、2009年7月に「the Quantum Leap」という再建計画を発表し[10]、同時にロゴや制服、機体塗装、尾翼のデザインなども一新した。このデザインはアメリカの大手デザイン事務所ランドーアソシエイツによるものである[11]。2010年11月23日に航空連合のスカイチームに加盟する契約を締結し[12]、2014年3月5日に加盟した[13][14]。それに合わせて、スカイチーム特別塗装がボーイング737-800（機体番号：PK-GMH）に施された。
- 2012年4月、エアバスA330-300型を11機確定発注した。
- 2012年10月18日、エティハド航空とコードシェア提携を開始。
- 2013年6月25日、同社初のボーイング777-300ERを受領した。デリバリーは成田空港経由で行われた。
- 2013年10月4日から、ジェットエアウェイズとコードシェア提携を開始した。
- 2013年12月2日、ATR 72-600を運航開始[15]。
- 2014年7月11日、エールフランスとコードシェア契約を締結した[16]。
- 2014年10月12日、ボーイング737 MAX 8を50機発注した[17]。
- 2014年11月25日、ミャンマー国際航空とコードシェア契約を締結[18]。
- 2014年12月15日、バンコクエアウェイズとコードシェアを開始[19]。
- 2015年6月9日、オマーン航空とコードシェア提携を締結した[20]。
- 2015年6月15日、エアバスと、エアバスA350 XWB30機の購入意向書(LOI)を締結した[21]。
- 2015年6月15日、香港航空とコードシェア提携を締結した[22]。
- 2016年1月7日、インドネシア空軍にボーイング737-500を1機引き渡した[23]。
- 2016年4月19日、エアバスA330-900neoを14機発注した[24]。
- 2016年10月1日から、成田空港経由でインドネシアとメキシコ間でアエロメヒコ航空とコードシェア提携を開始した[25]。
- 2017年、成田空港経由でロサンゼルス国際空港へ乗り入れ、1997年以来、約20年ぶりに北米に乗り入れる予定だったが[26]、日本当局による不認可もあり[27]、他社とのコードシェアの活用や不採算路線の見直しなどの経営改革に着手したため、自社による北米線の再就航は見送られた[28]。
- 2018年、スリウィジャヤ航空とコードシェア提携を始めた[29][30]。
- 2019年11月18日、同社初のエアバスA330-900neoを受領した。
- 「そらとぶピカチュウプロジェクト」とコラボした「ピカチュウジェット GA」の運航を2024年2月下旬より開始した[31]。

## 日本との関係

### 日本への運航便
| 便名      | 路線         | 路線      | 機材                                     | コードシェア |
| --------- | ------------ | --------- | ---------------------------------------- | ------------ |
| GA874/875 | ジャカルタ   | 東京/羽田 | - エアバスA330-300 - ボーイング777-300ER | JL、SV       |
| GA880/881 | デンパサール | 東京/成田 | - エアバスA330-300 - ボーイング777-300ER | AM、JL       |

コードシェア
- AM-アエロメヒコ
- JL-日本航空
- SV-サウディア

### 日本との歴史
- 1962年3月、日本就航。
- 2010年9月より、東京/成田-ジャカルタ線に就航。
- 2013年11月8日より大阪/関西-ジャカルタ線に就航[32]。
- 2012年4月27日から、東京/羽田-デンパサール線を就航[33]。
- 2013年10月16日に山梨県と相互協力協定を締結した[34]。
- 2014年3月30日、全日本空輸とコードシェア提携を開始した[35]。
- 2015年4月、愛知県からの自動車関連企業などのインドネシア進出が急増した事を理由に、中部-ジャカルタ線に就航し、中部国際空港発着の路線を再開する予定であったが、経営陣の変更により、就航が見送られた[36][37][38]。最終的に、就航は2019年まで遅れた。
- 2018年10月には、日本航空ともコードシェア提携を開始し、マイレージ提携も開始した。一方ANAとの提携も当面の間は継続され、日本のライバル大手2社両方と提携することとなった[38]。
- 2019年3月23日、中部-ジャカルタ線に週4往復で就航[39]。
- 2020年3月27日をもって、中部-ジャカルタ線を運休[39]。
- 2020年5月より、大阪/関西-ジャカルタ線を再開。2022年11月まで、羽田、関空発着のジャカルタ線の一部を運航し、デンパサール線は運休。
- 新型コロナウイルスの影響に伴う需要動向に鑑み、大阪/関西-ジャカルタ線を2021年7月1日より運休する[40]。
- 2022年11月1日、東京/成田-デンパサール線を週3便で再開[41]。
- 2025年3月29日をもって、全日本空輸との提携を終了した[42]。
- また、国土交通省より独占禁止法適用除外の認可を取得し、2025年4月1日より、日本航空と日本-インドネシア路線の共同事業を開始した[43][44][45]。

## 機材
同社が自社発注したボーイング社製旅客機のカスタマーコード（顧客番号）はU3で、航空機の形式名は737-8U3、777-3U3ERなどとなる。
| 機種                           | 保有数 | 発注数 | 座席数 | 座席数 | 座席数 | 座席数 | 備考                                          |
| 機種                           | 保有数 | 発注数 | F      | B      | Y      | 計     | 備考                                          |
| ------------------------------ | ------ | ------ | ------ | ------ | ------ | ------ | --------------------------------------------- |
| エアバスA330-200               | 1      | -      | -      | 36     | 186    | 222    |                                               |
| エアバスA330-200               | 2      | -      | -      | 18     | 242    | 260    |                                               |
| エアバスA330-300               | 6      | -      | -      | 36     | 215    | 251    |                                               |
| エアバスA330-300               | 4      | -      | -      | 24     | 263    | 287    |                                               |
| エアバスA330-300               | 4      | -      | -      | -      | 360    | 360    |                                               |
| エアバスA330-900               | 5      | 9      | -      | 24     | 277    | 301    |                                               |
| ボーイング737-800              | 45     | -      | -      | 8      | 153    | 161    |                                               |
| ボーイング737-800              | 45     | -      | -      | 12     | 150    | 162    |                                               |
| ボーイング737-800              | 45     | -      | -      | 12     | 162    | 174    |                                               |
| ボーイング737-8 MAX            | 1      | -      | 未定   | 未定   | 未定   | 未定   |                                               |
| ボーイング777-300ER            | 2      | -      | 8      | 38     | 268    | 314    | うち1機は政府用機としても運航(機体番号PK-GIG) |
| ボーイング777-300ER            | 6      | -      | -      | 26     | 367    | 393    | うち1機は政府用機としても運航(機体番号PK-GIG) |
| カーゴ・ガルーダ・インドネシア |        |        |        |        |        |        |                                               |
| エアバスA330-300               | 2      | -      | 貨物   | 貨物   | 貨物   | 貨物   | 旅客型をプレイターとして使用                  |
| 計                             | 78     | 9      |        |        |        |        |                                               |

### 画像

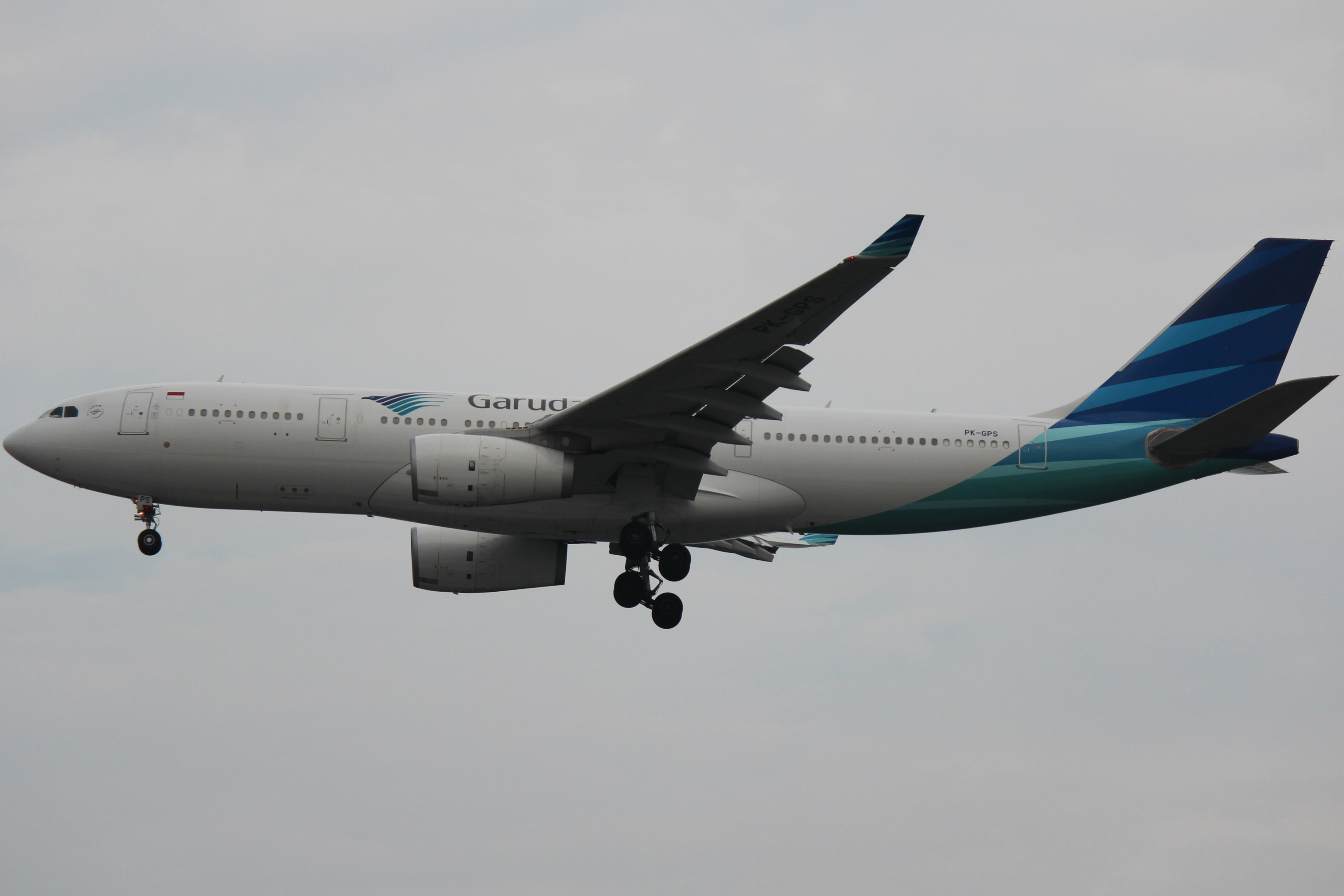
エアバスA330-200
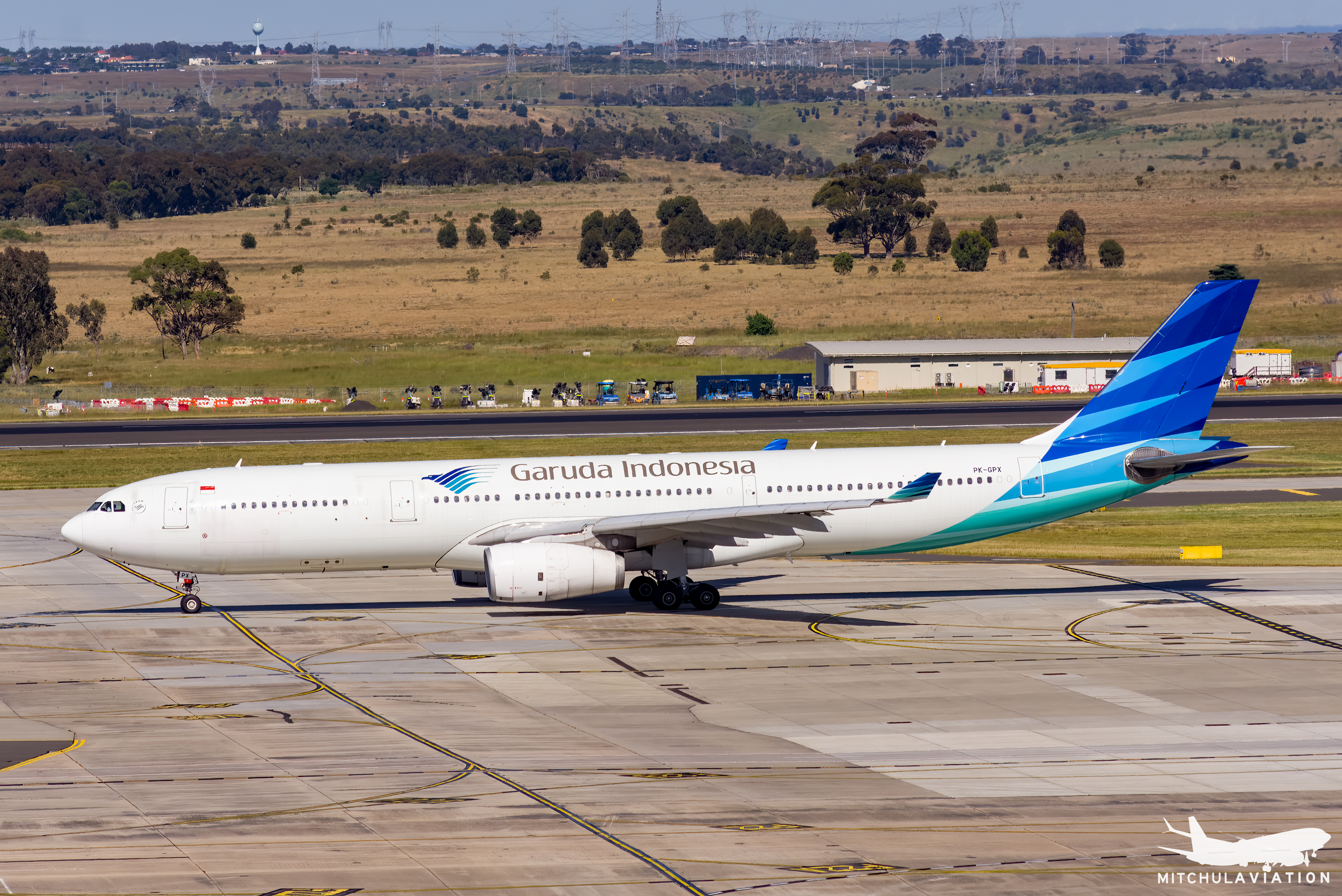
エアバスA330-300
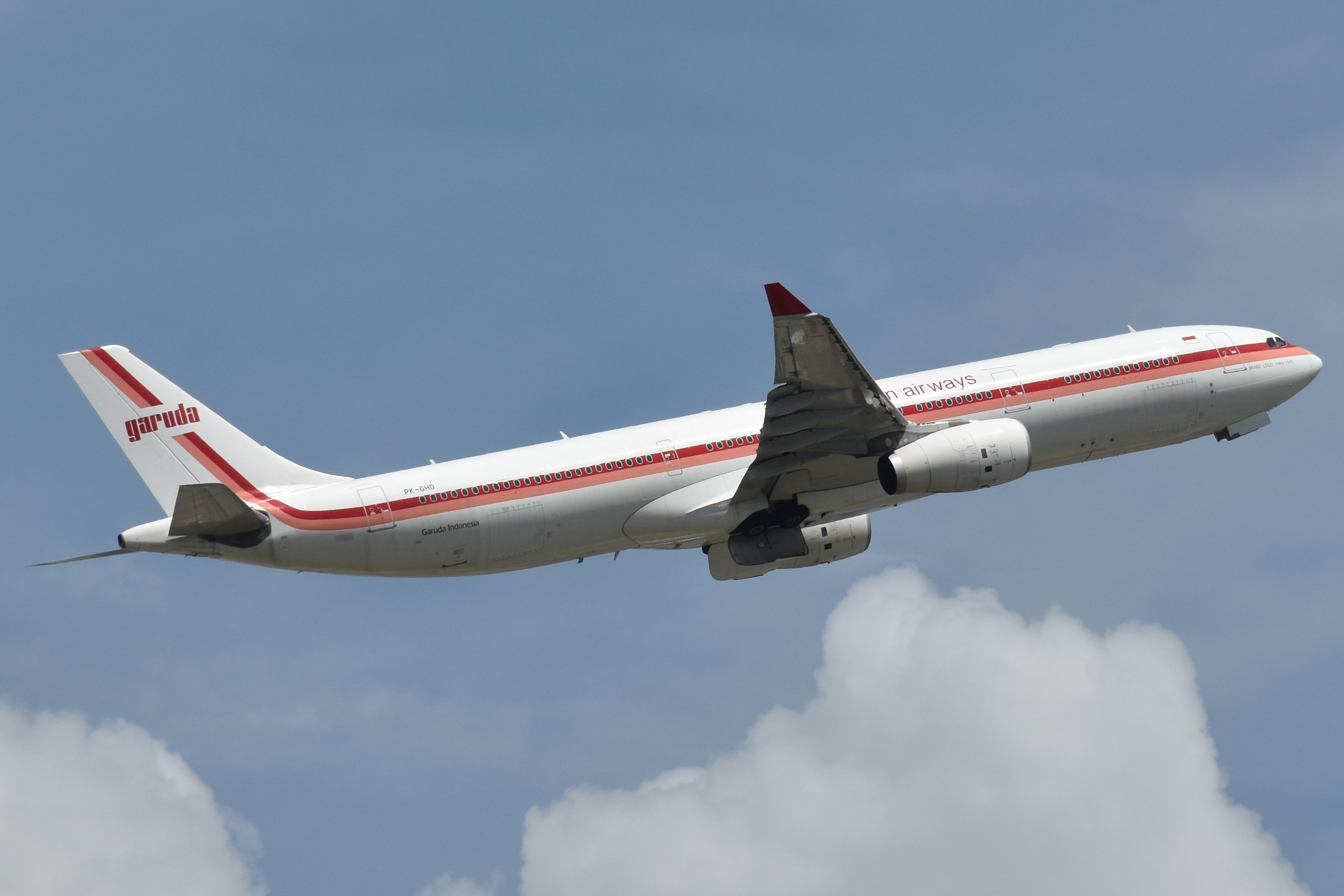
エアバスA330-300（レトロ塗装）
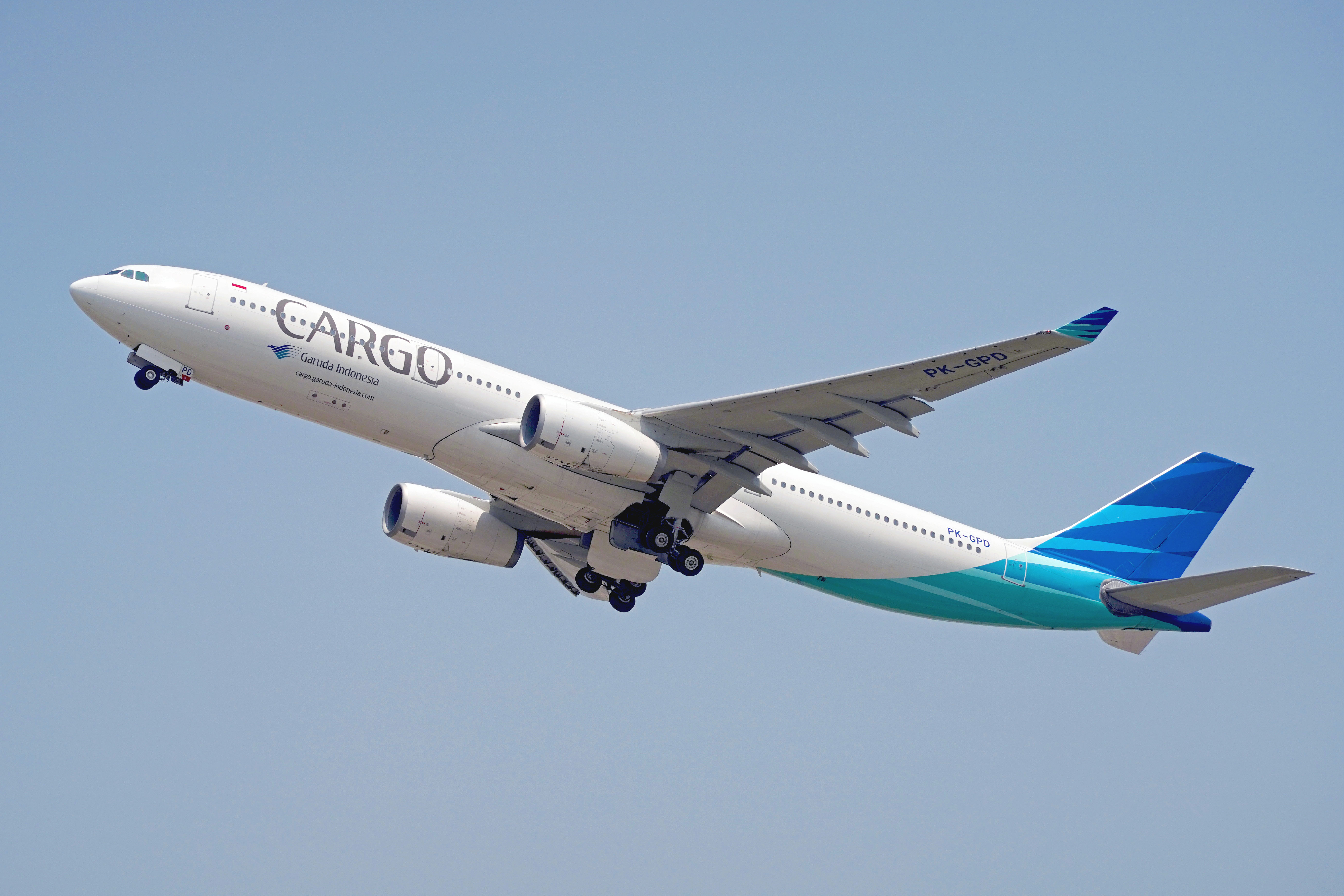
エアバスA330-300（カーゴ・ガルーダ・インドネシア）
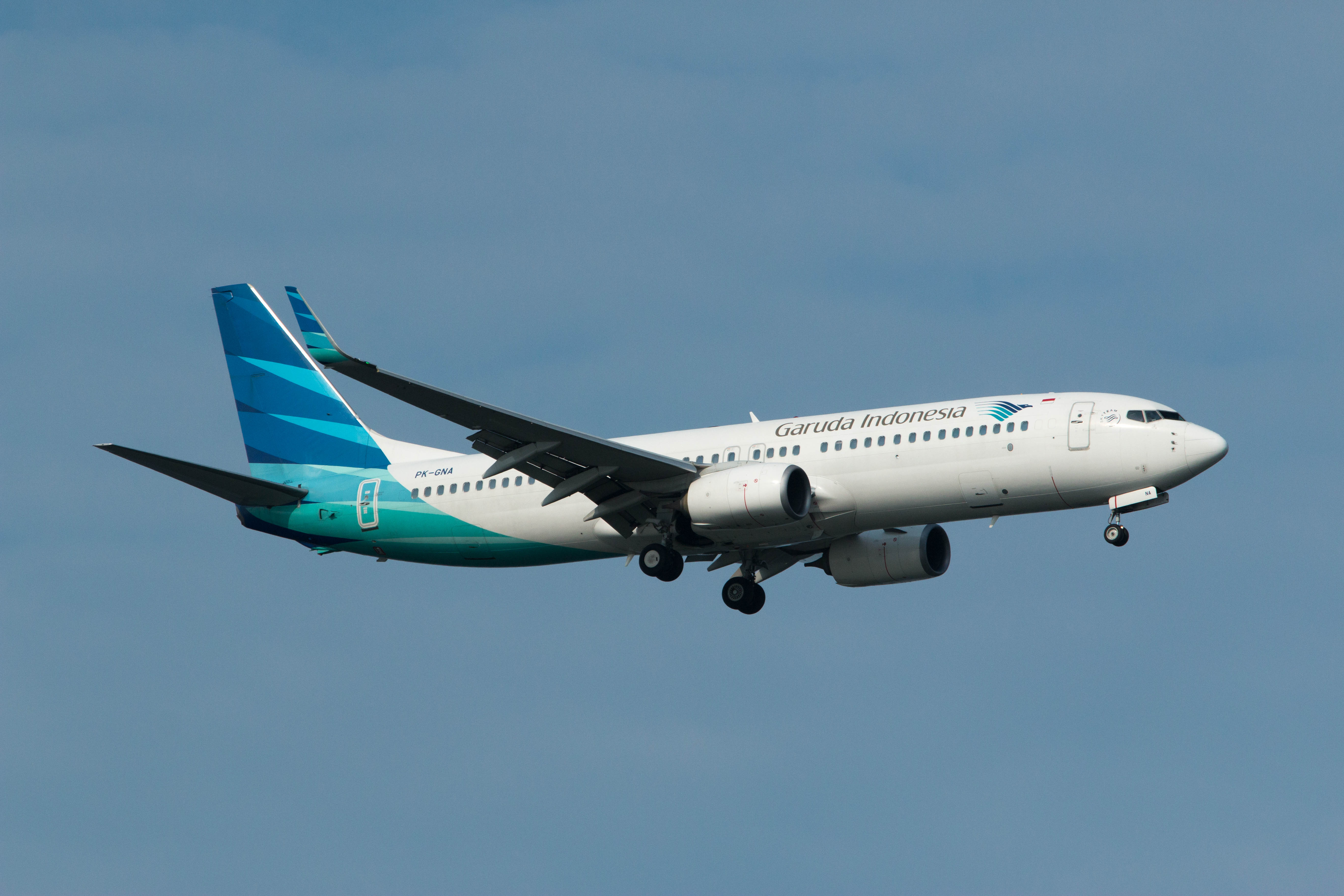
ボーイング737-800
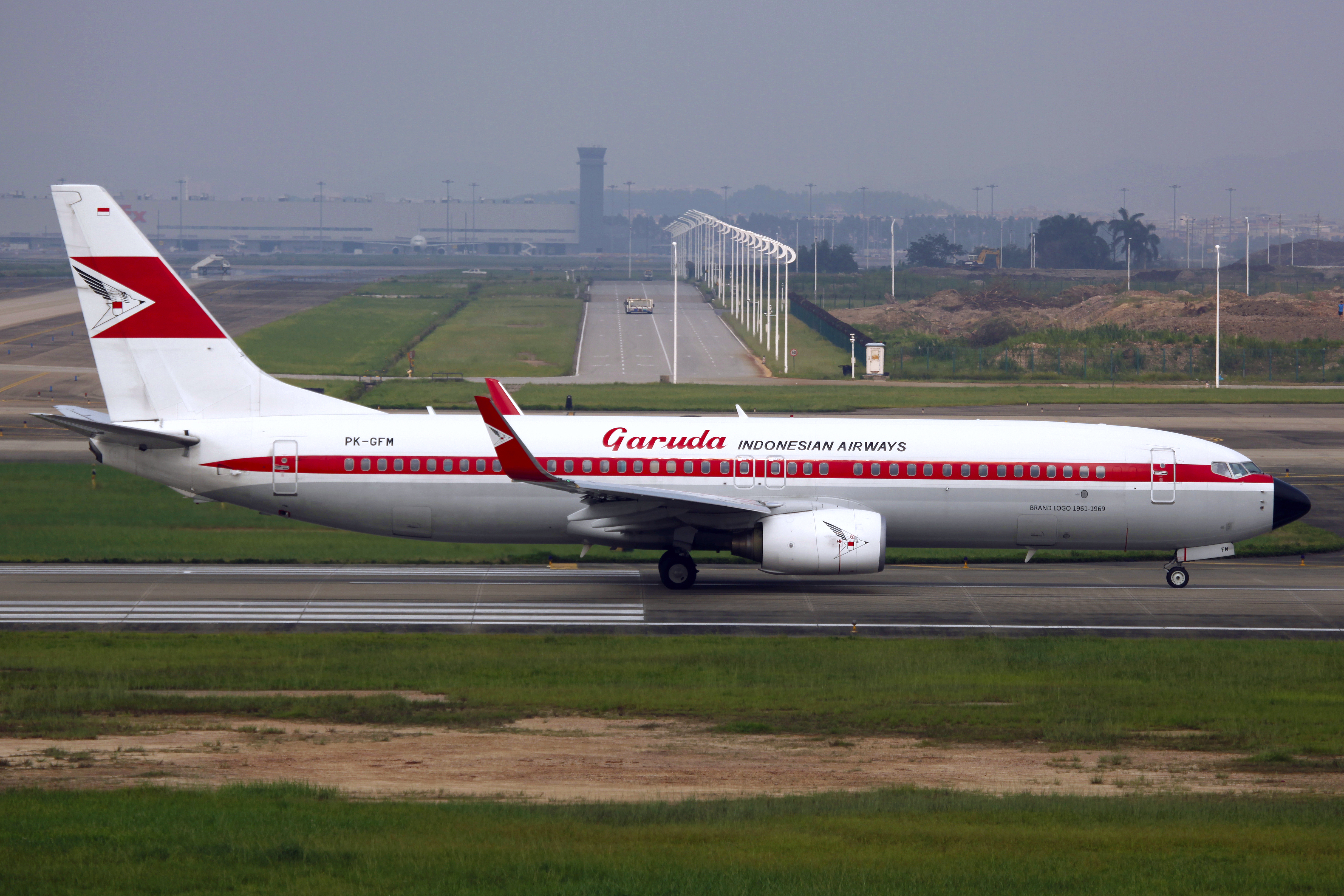
ボーイング737-800（レトロ塗装）
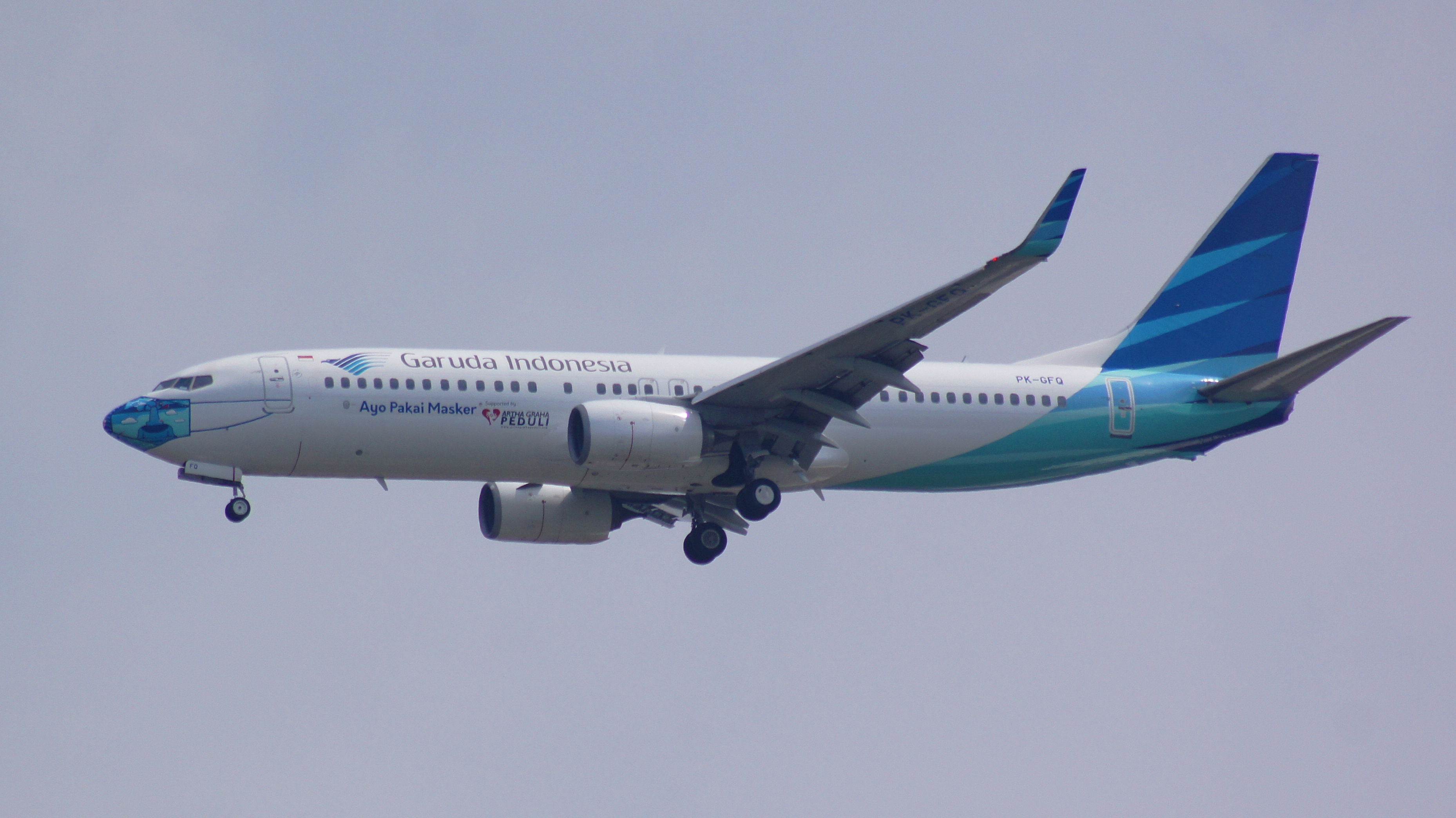
ボーイング737-800（マスク塗装）
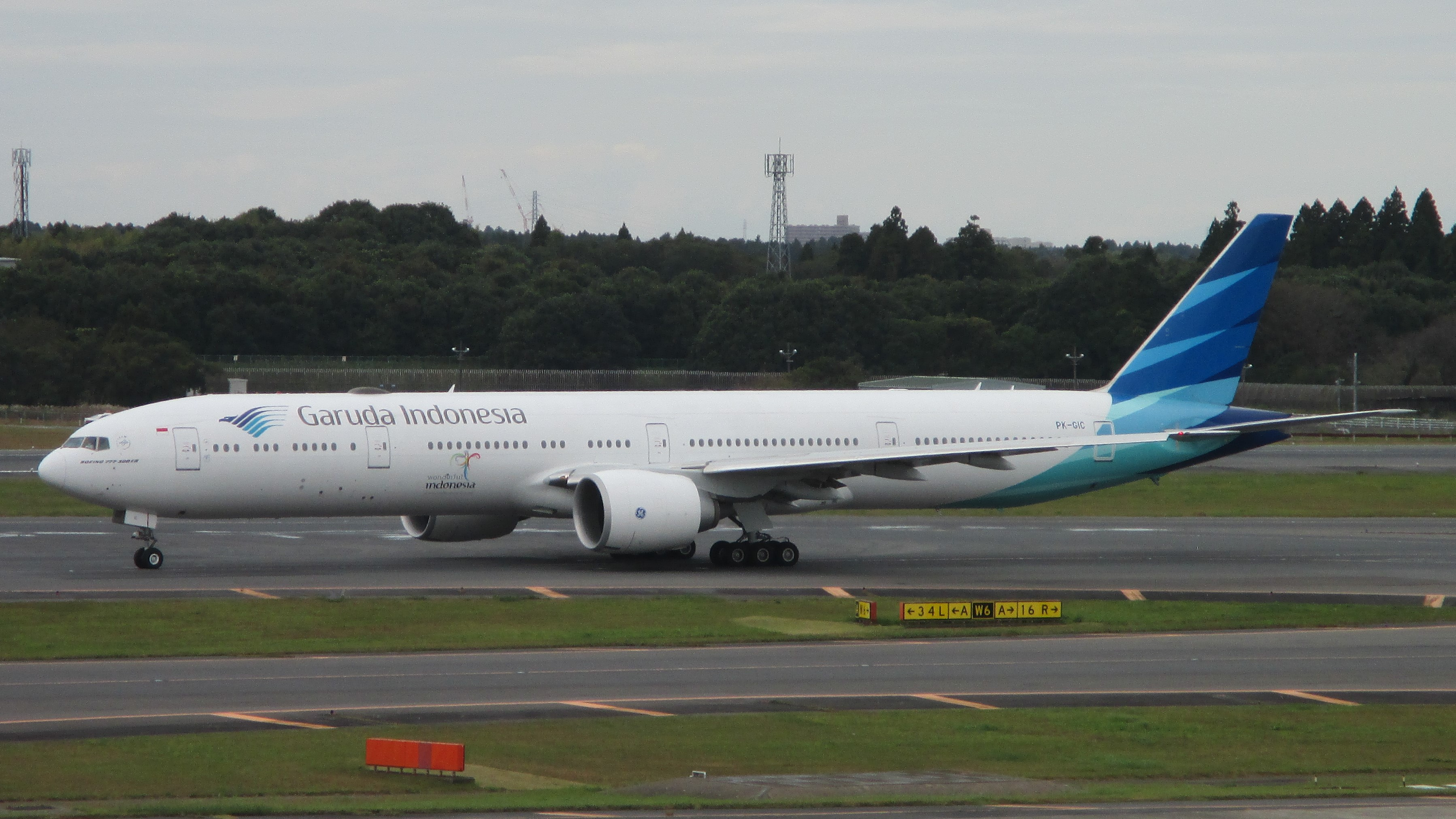
ボーイング777-300ER
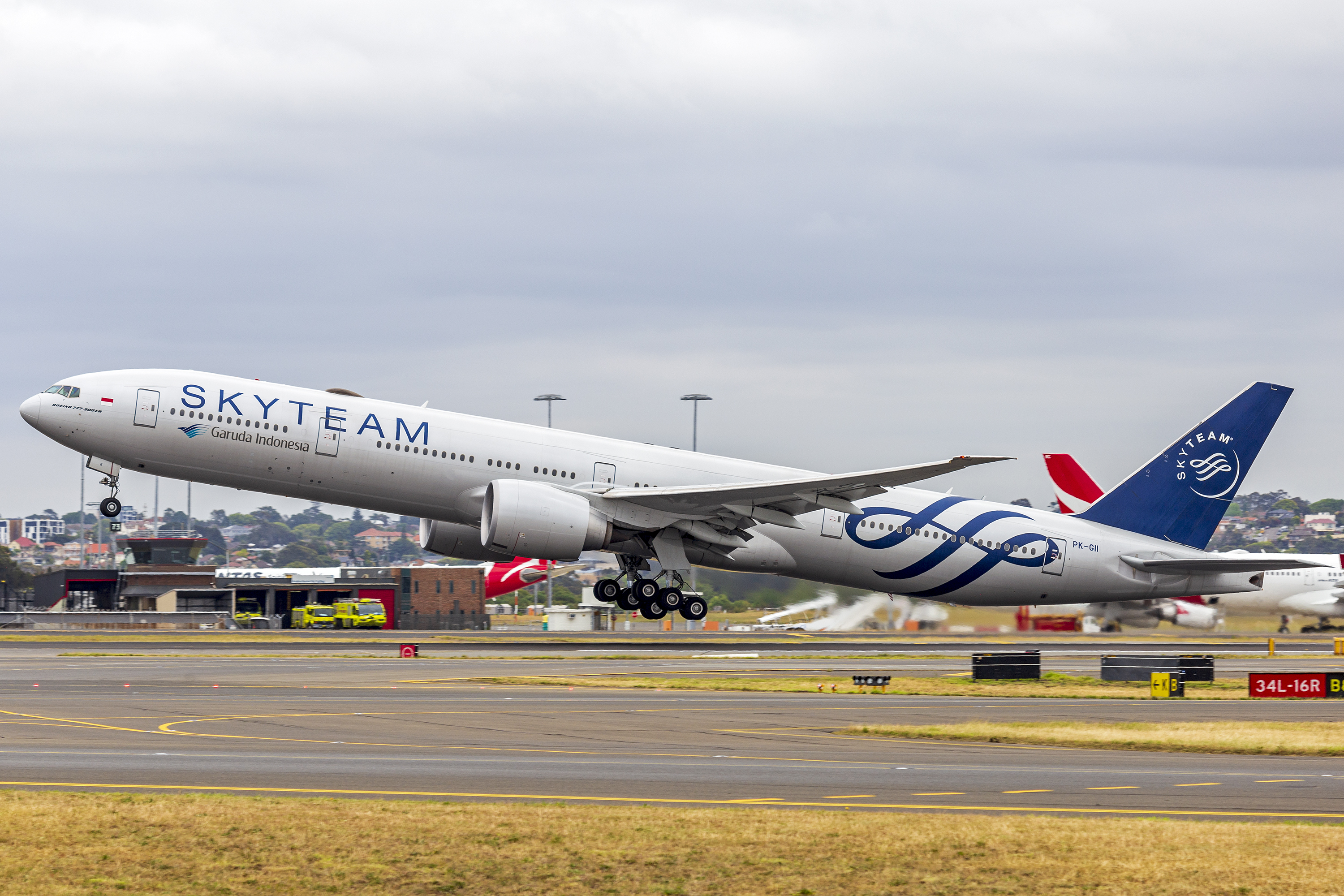
ボーイング777-300ER（スカイチーム塗装）
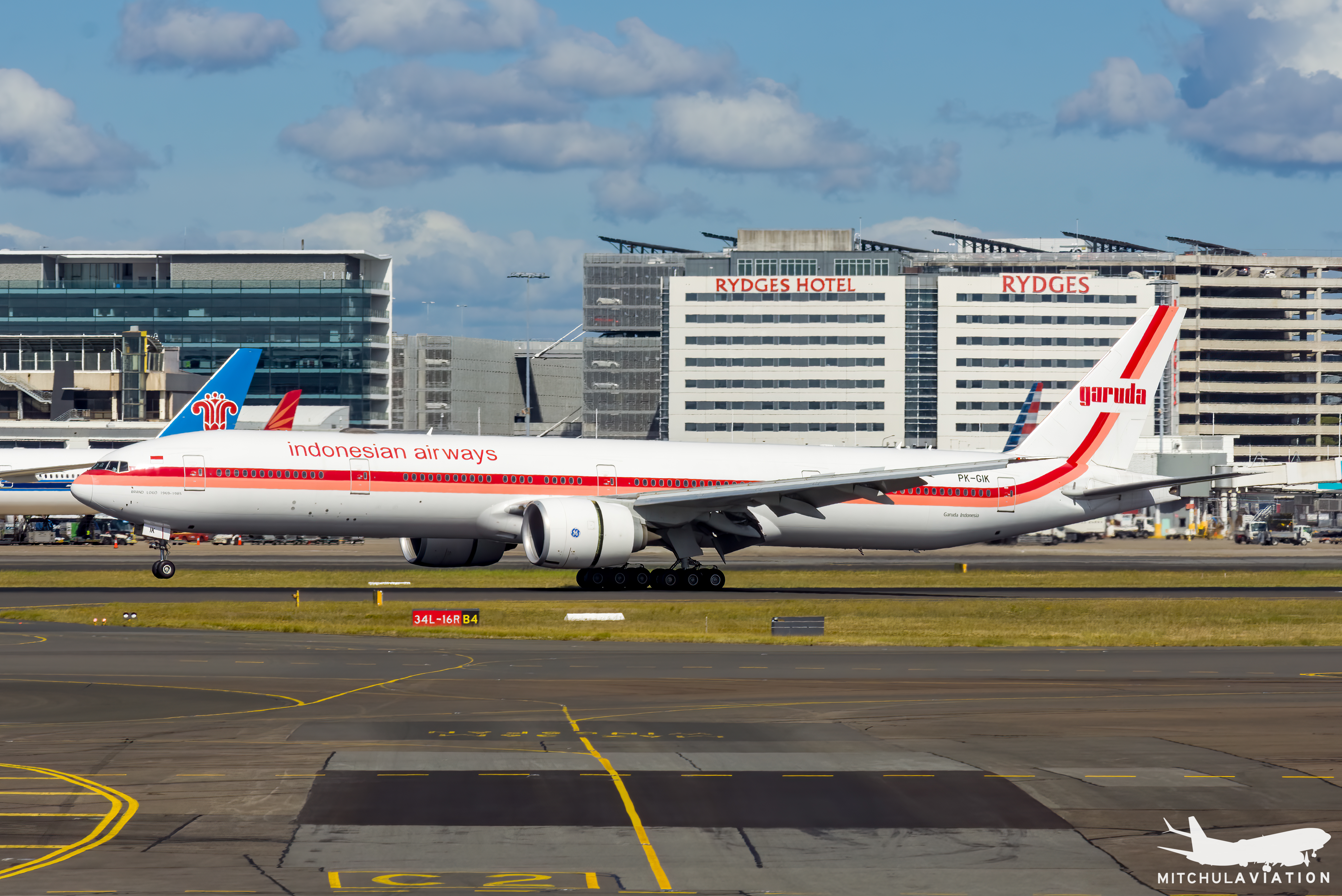
ボーイング777-300ER（レトロ塗装）

### 退役機材
- エアバスA300B4-200FF
- エアバスA300-600R
- エアバスA340-300
- ATR 72-600
- ボーイング707
- ボーイング720
- ボーイング737-200C
- ボーイング737-300/400/500
- ボーイング747-100/200B/200M
- ボーイング747-300
- ボーイング747-400[49]
- ボーイング767-200ER/300ER
- ボンバルディア CRJ1000
- PBY カタリナ
- コンベア240
- コンベア340
- コンベア440
- コンベア990
- デ・ハビランド DH.114 ヘロン
- ダグラス DC-3
- ダグラス DC-8-30/50/60
- フォッカー F27-200/600
- フォッカー F28-1000/3000/4000
- フォッカー 100
- ロッキード L-188
- ロッキード L-1011 トライスター
- マクドネル・ダグラス DC-9-30
- マクドネル・ダグラスDC-10-10/30
- マクドネル・ダグラスMD-11
- スコティッシュ・アビエーション ツインパイオニア

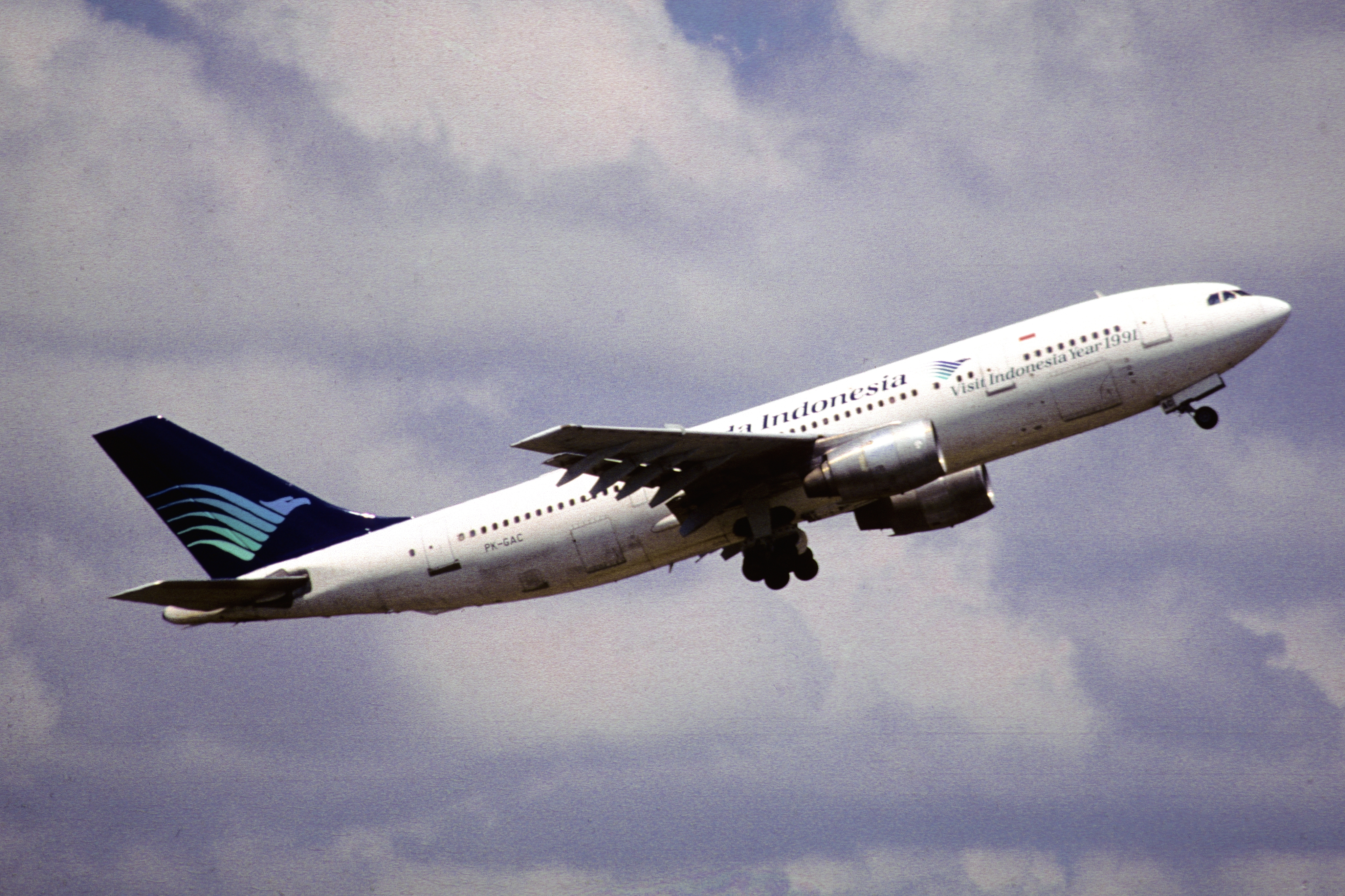
エアバスA300B4-220
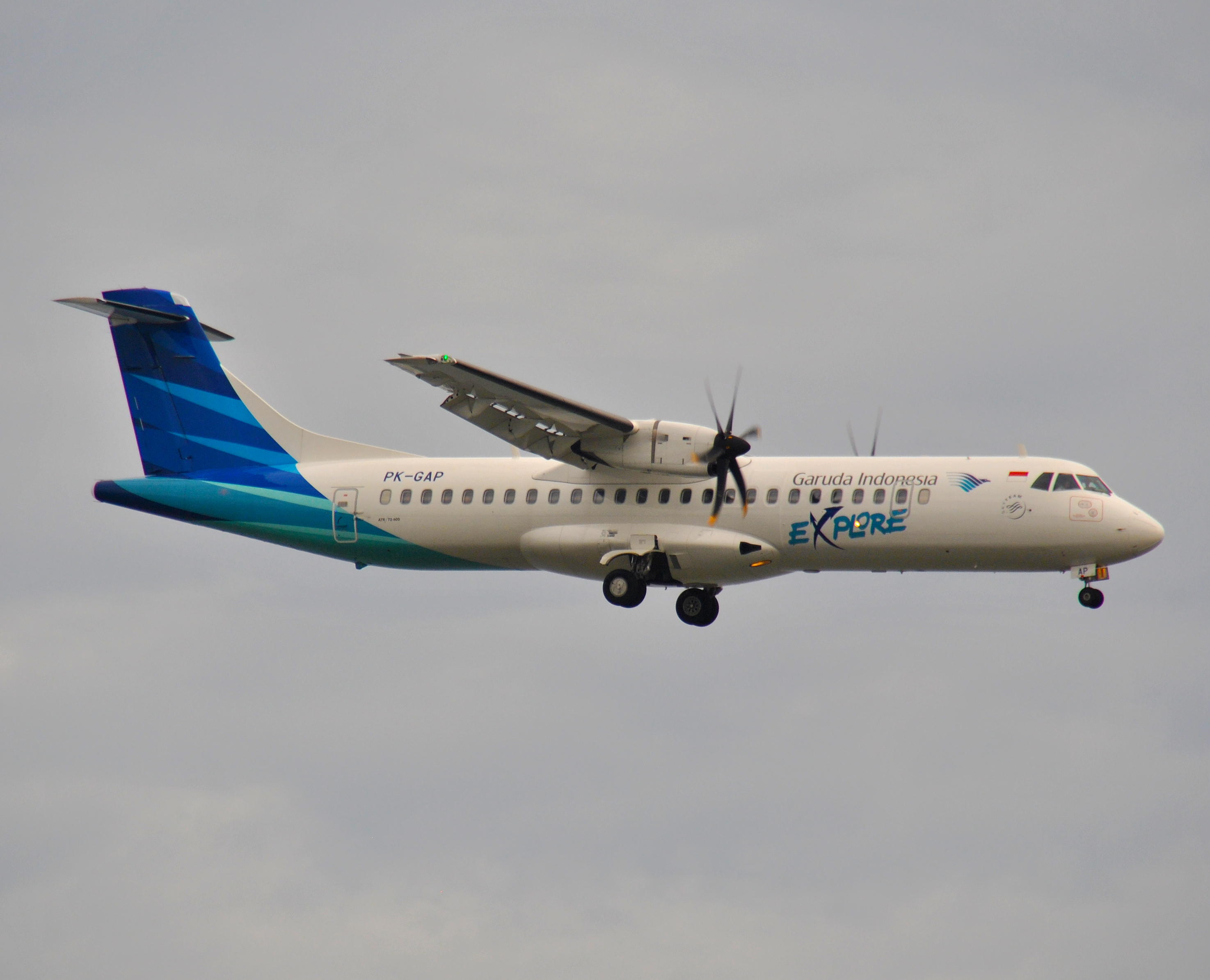
ATR 72-600
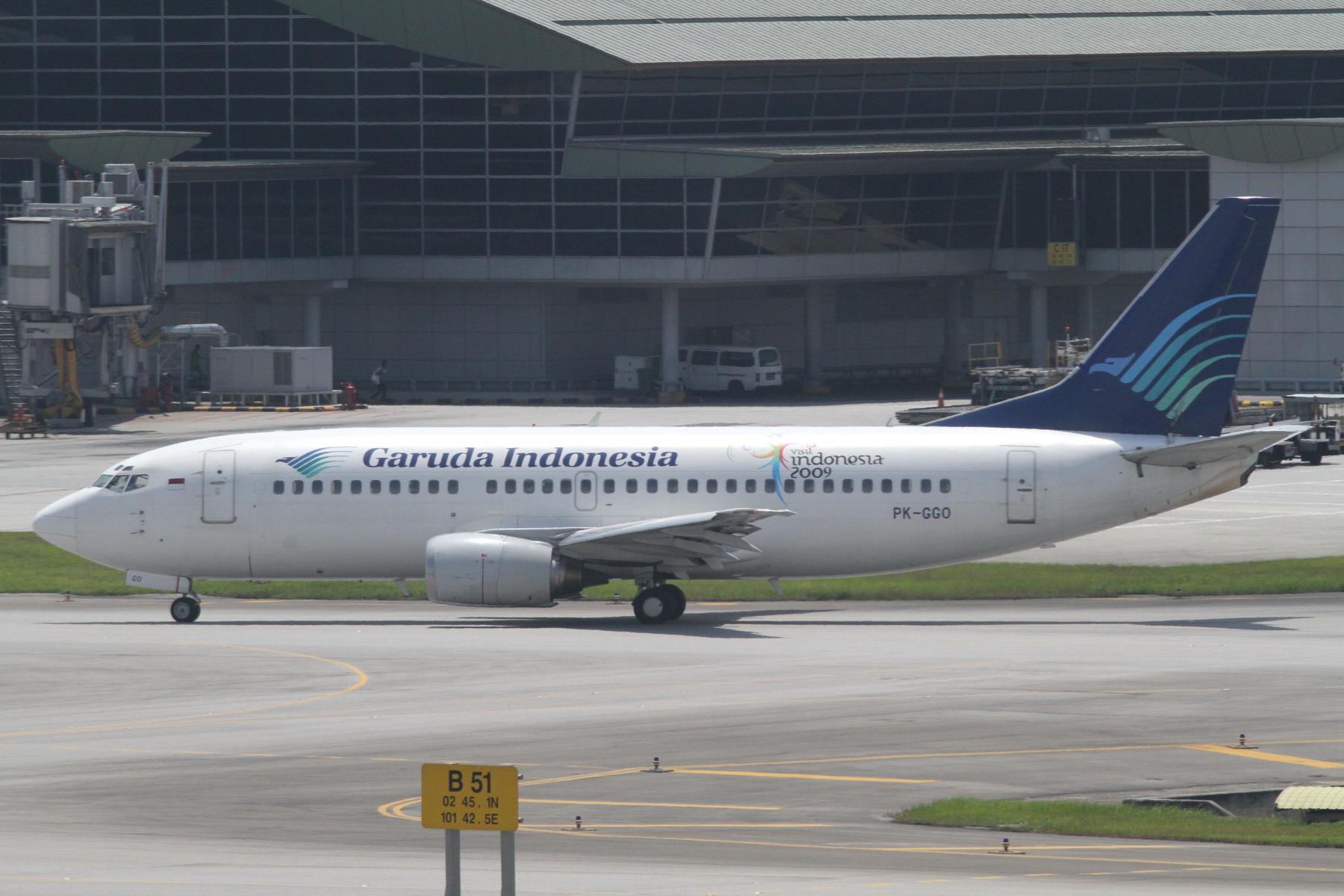
ボーイング737-300
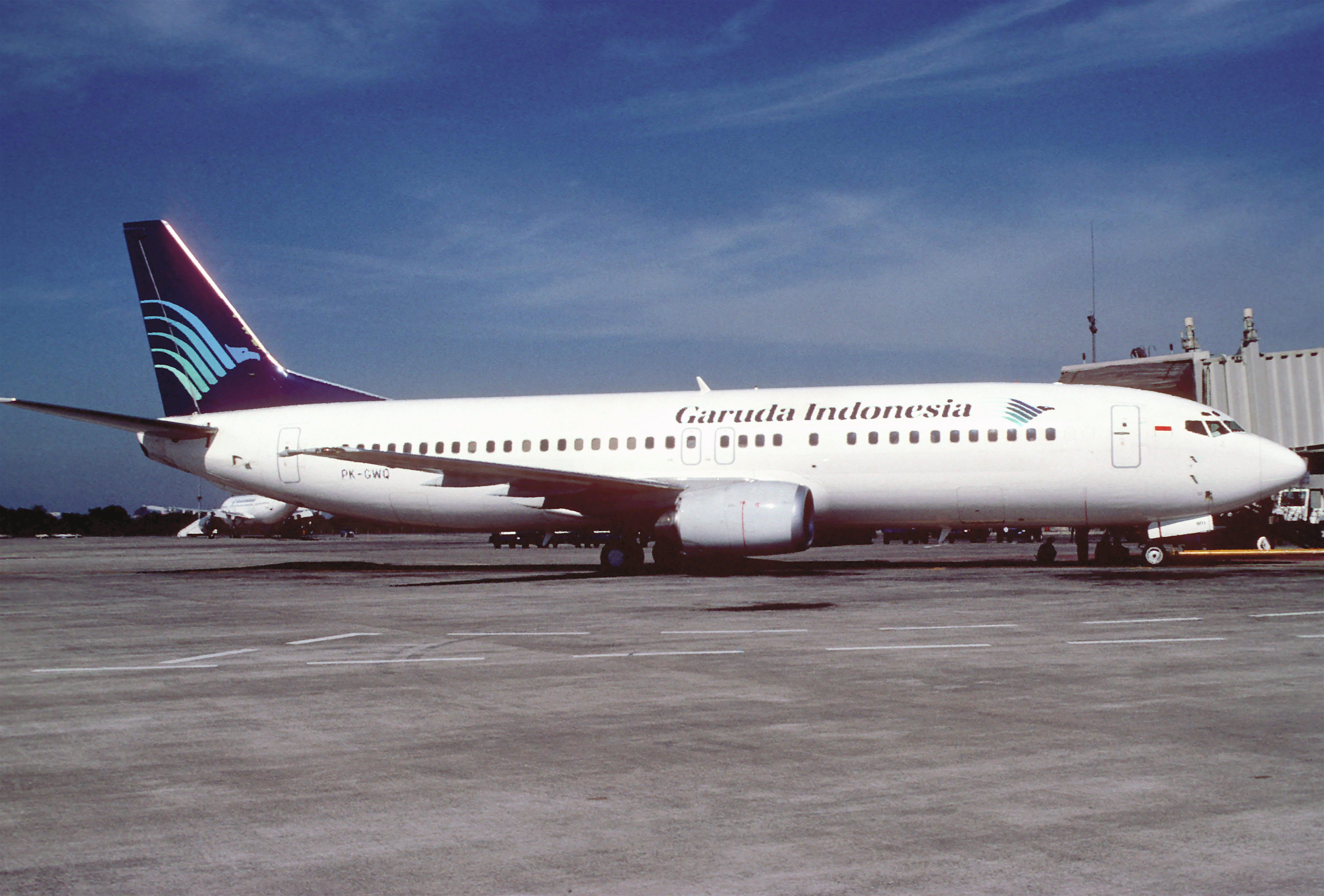
ボーイング737-400
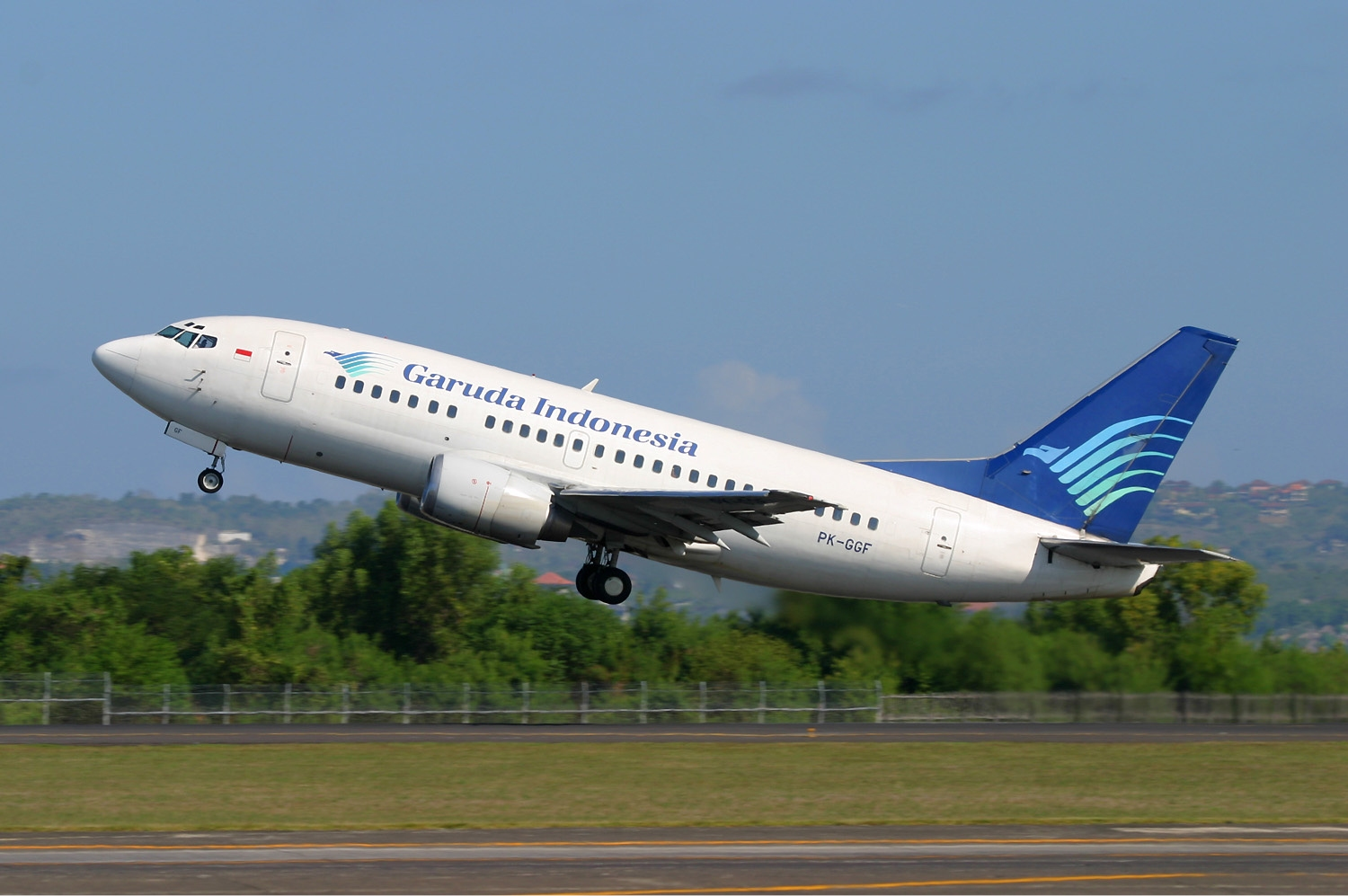
ボーイング737-500
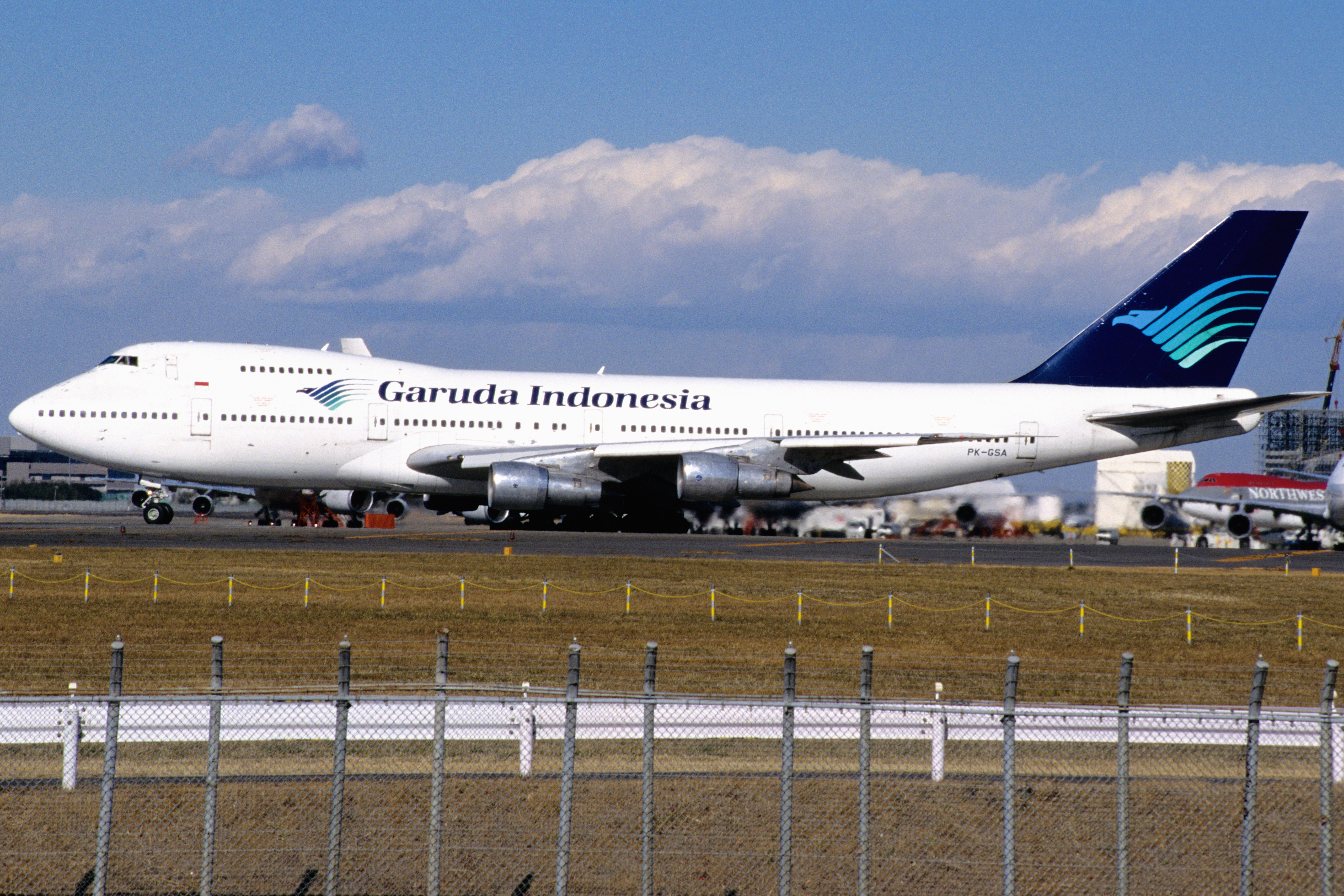
ボーイング747-200B
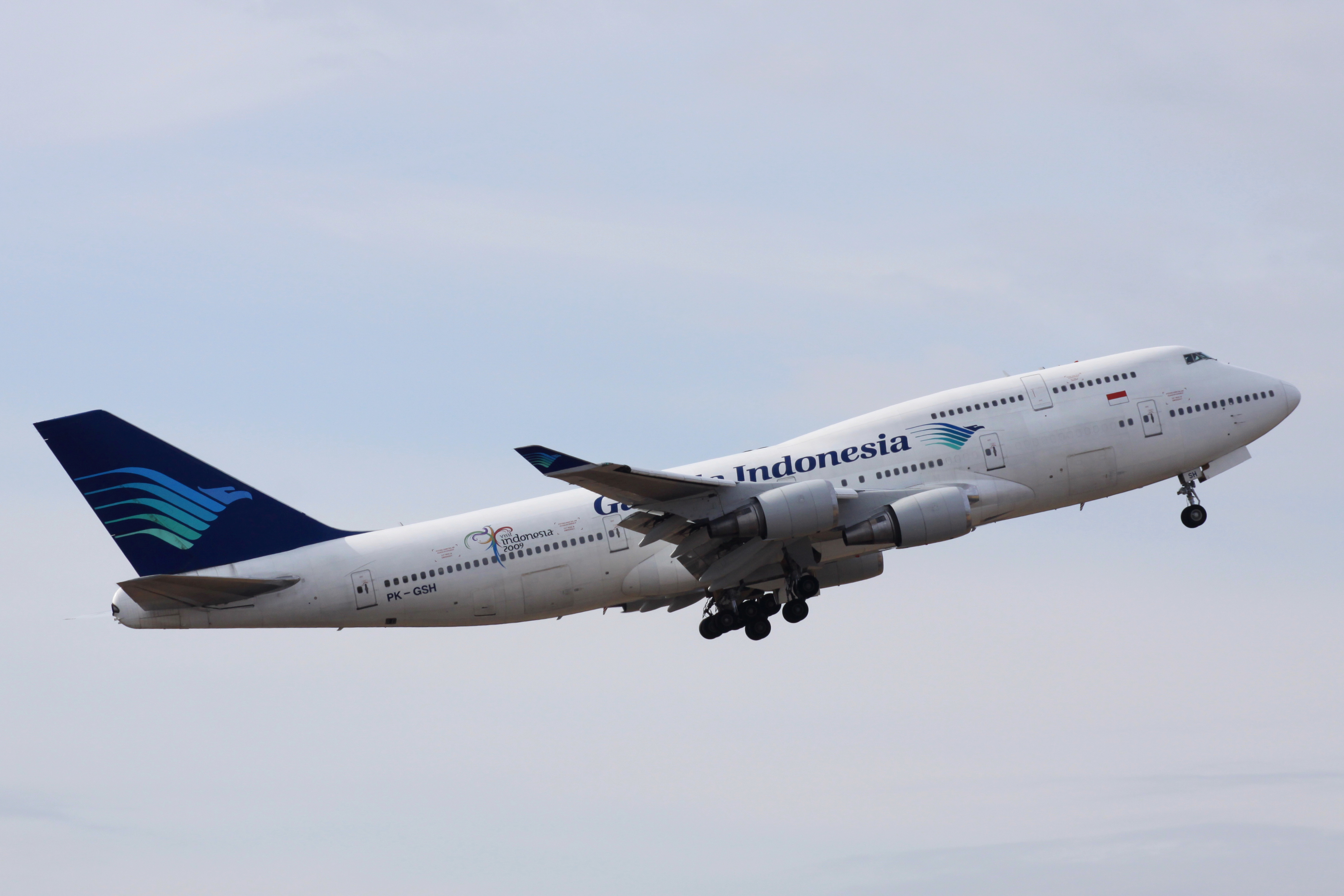
ボーイング747-400
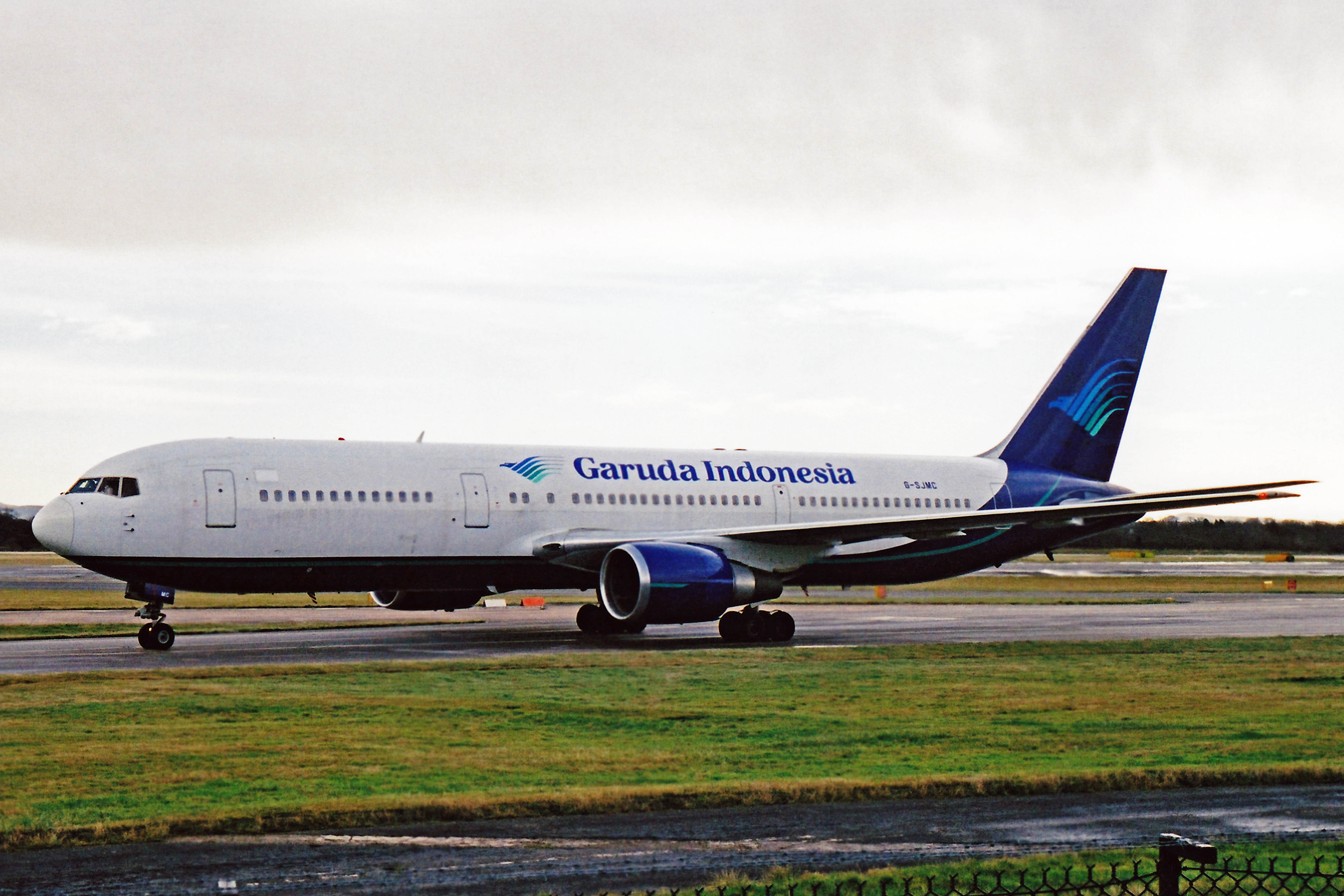
ボーイング767-300ER
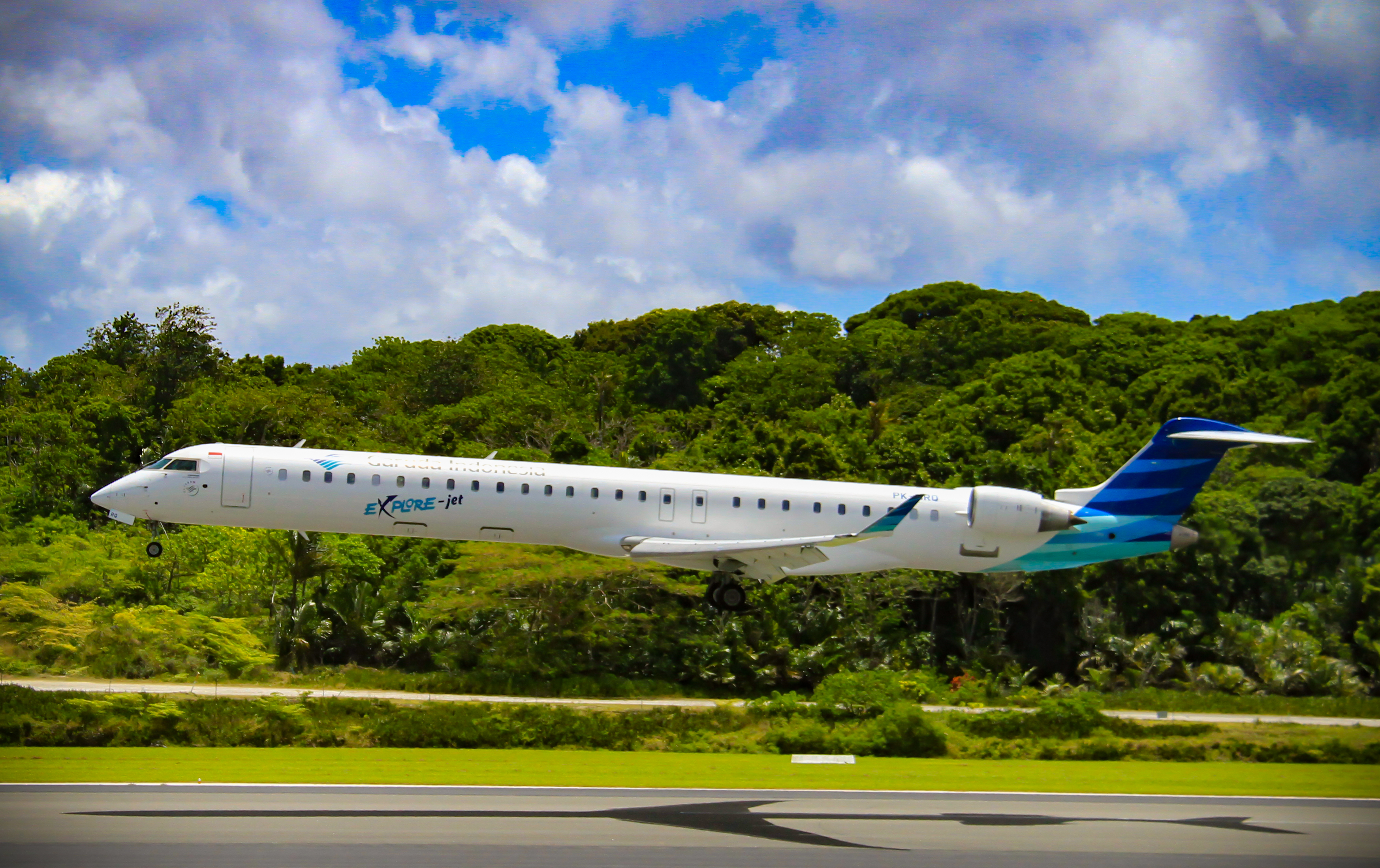
ボンバルディア CRJ1000
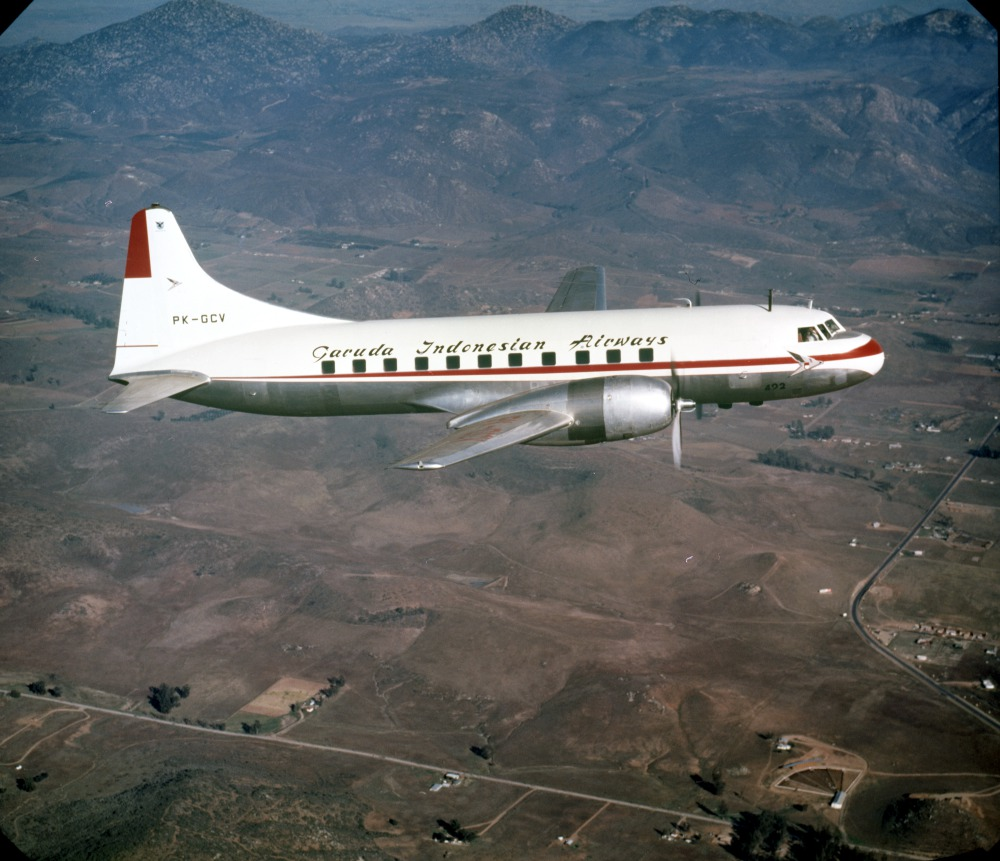
コンベア440
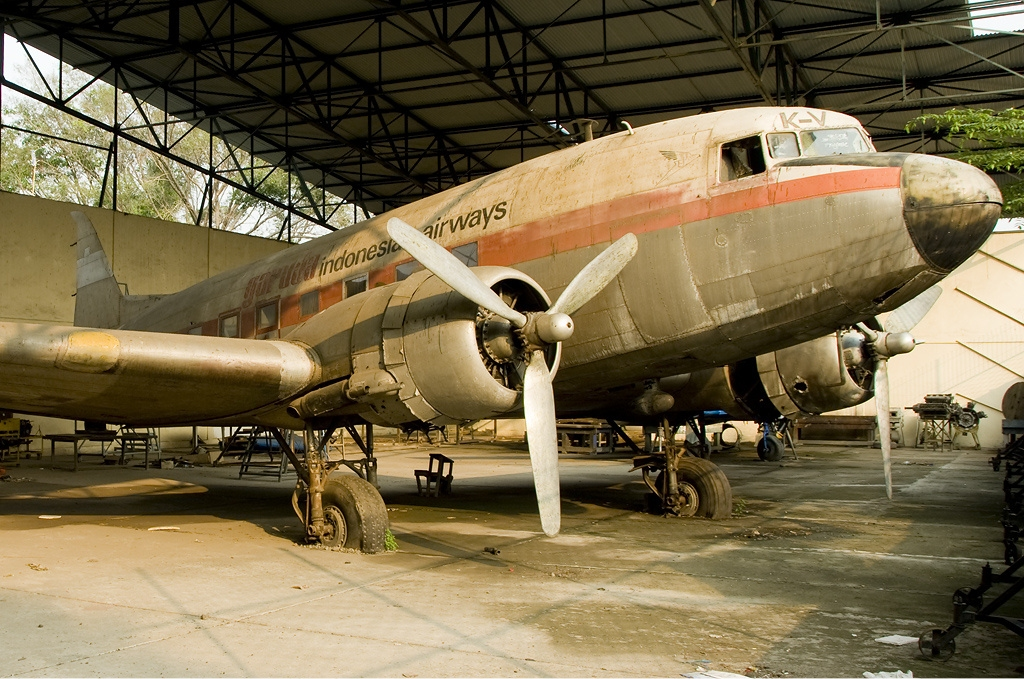
ダグラス DC-3
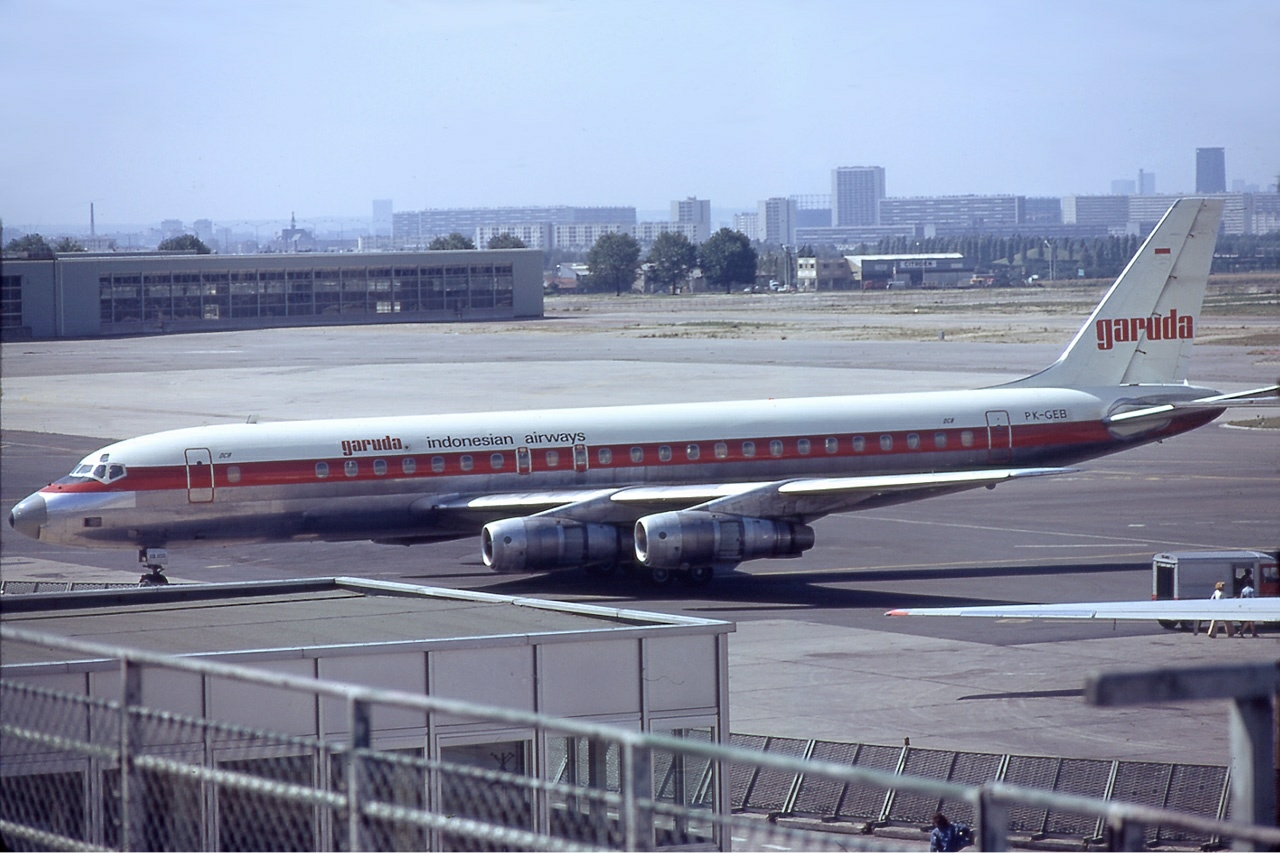
ダグラス DC-8-55
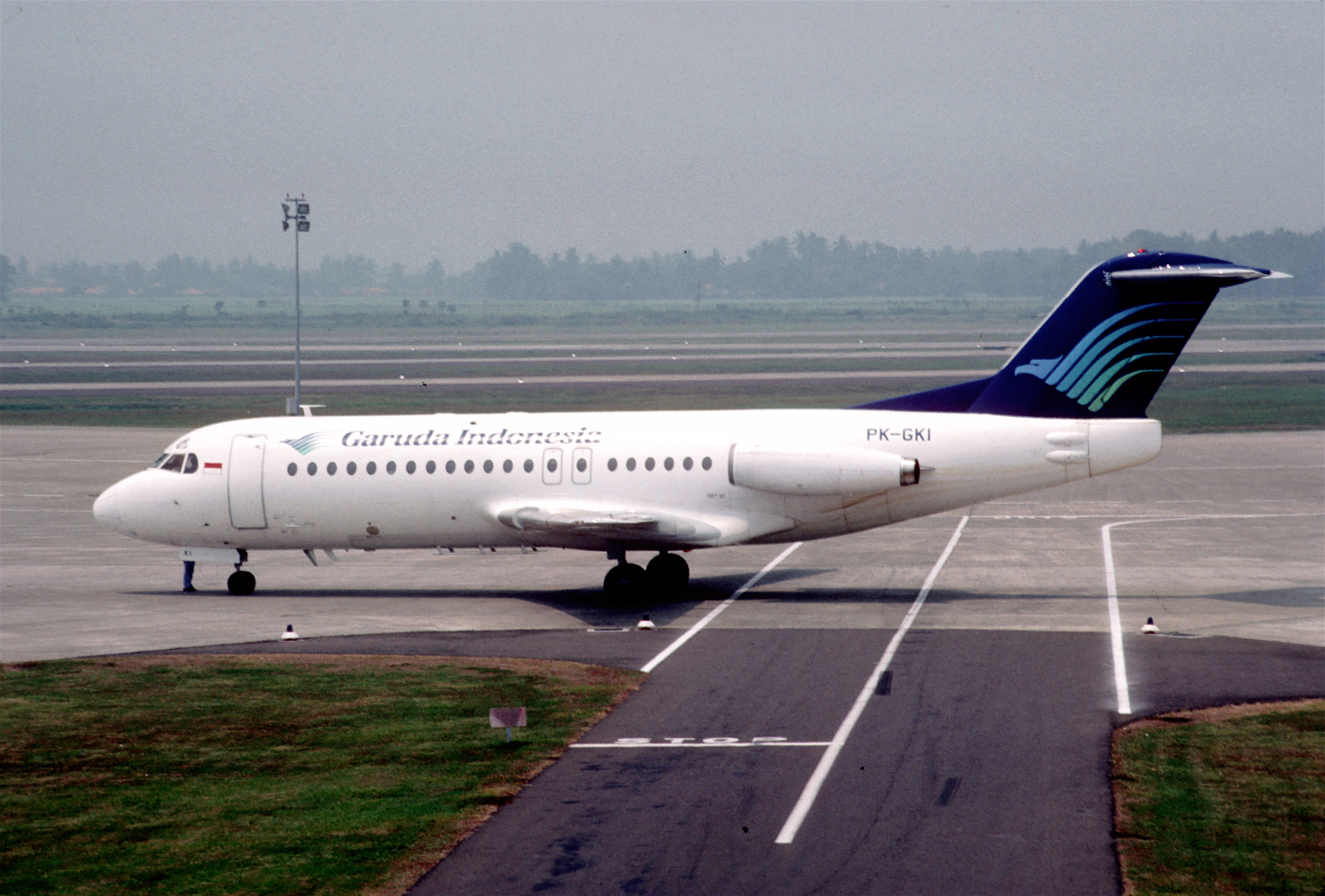
フォッカー F28-4000
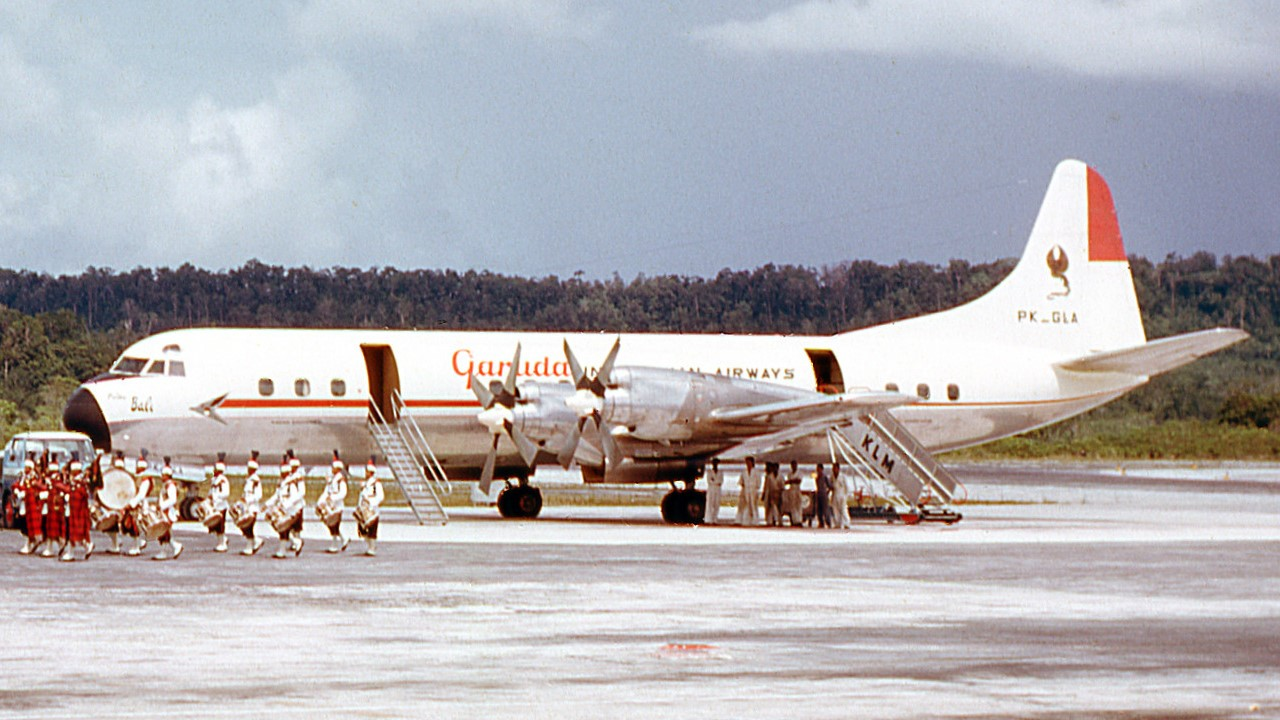
ロッキード L-188
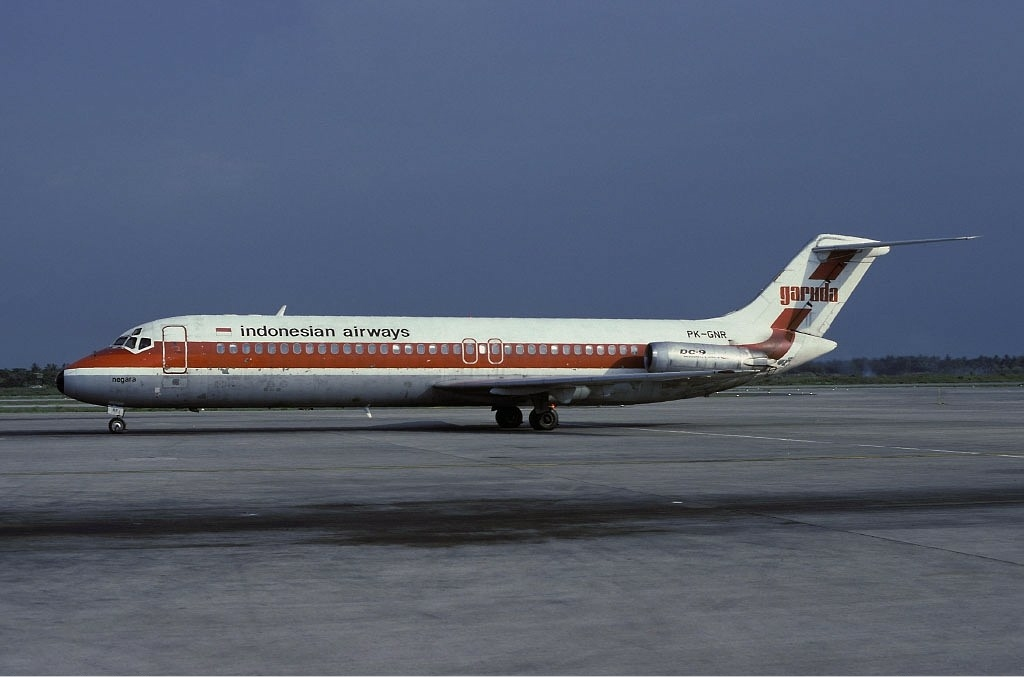
マクドネル・ダグラス DC-9-32
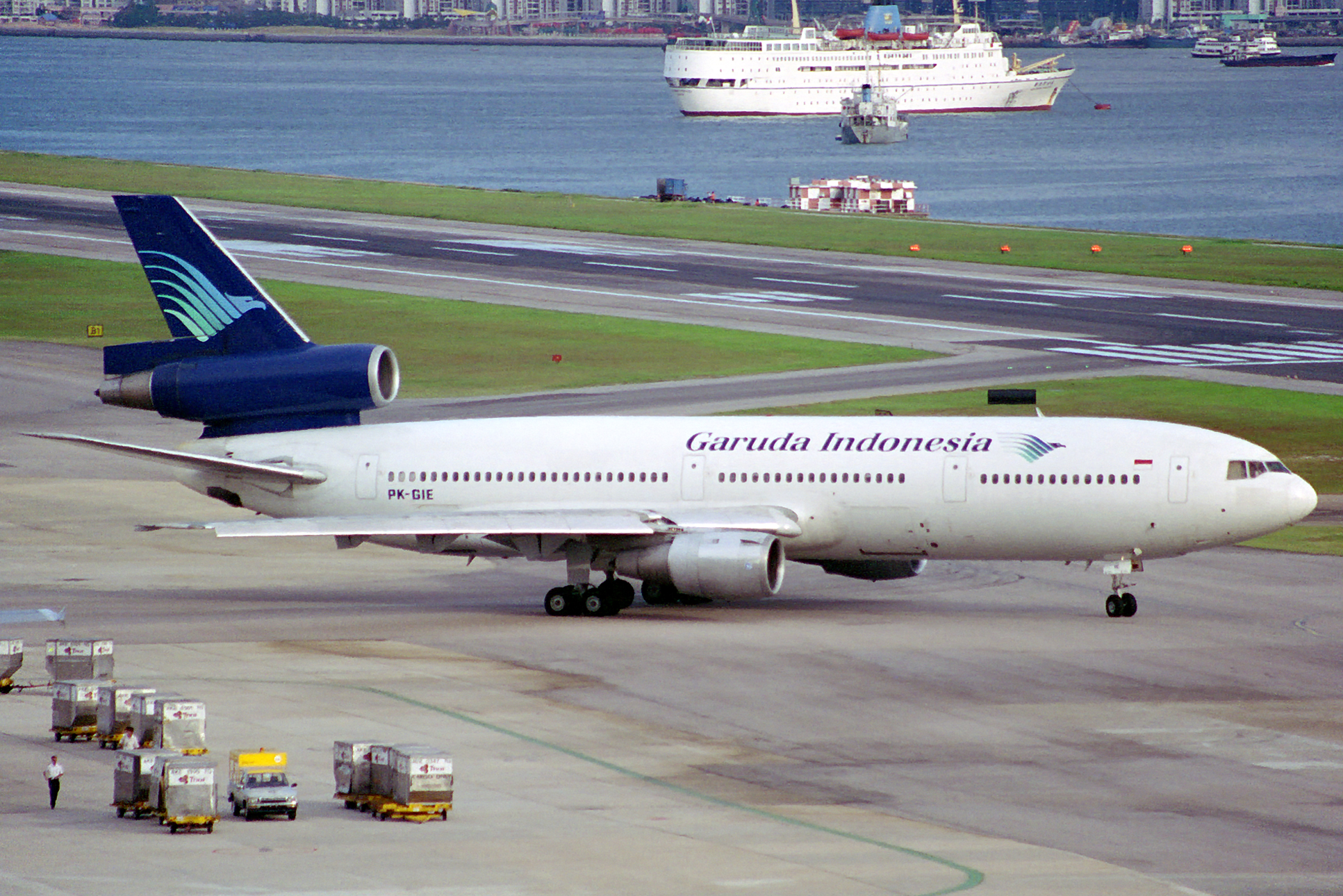
マクドネル・ダグラスDC-10-30
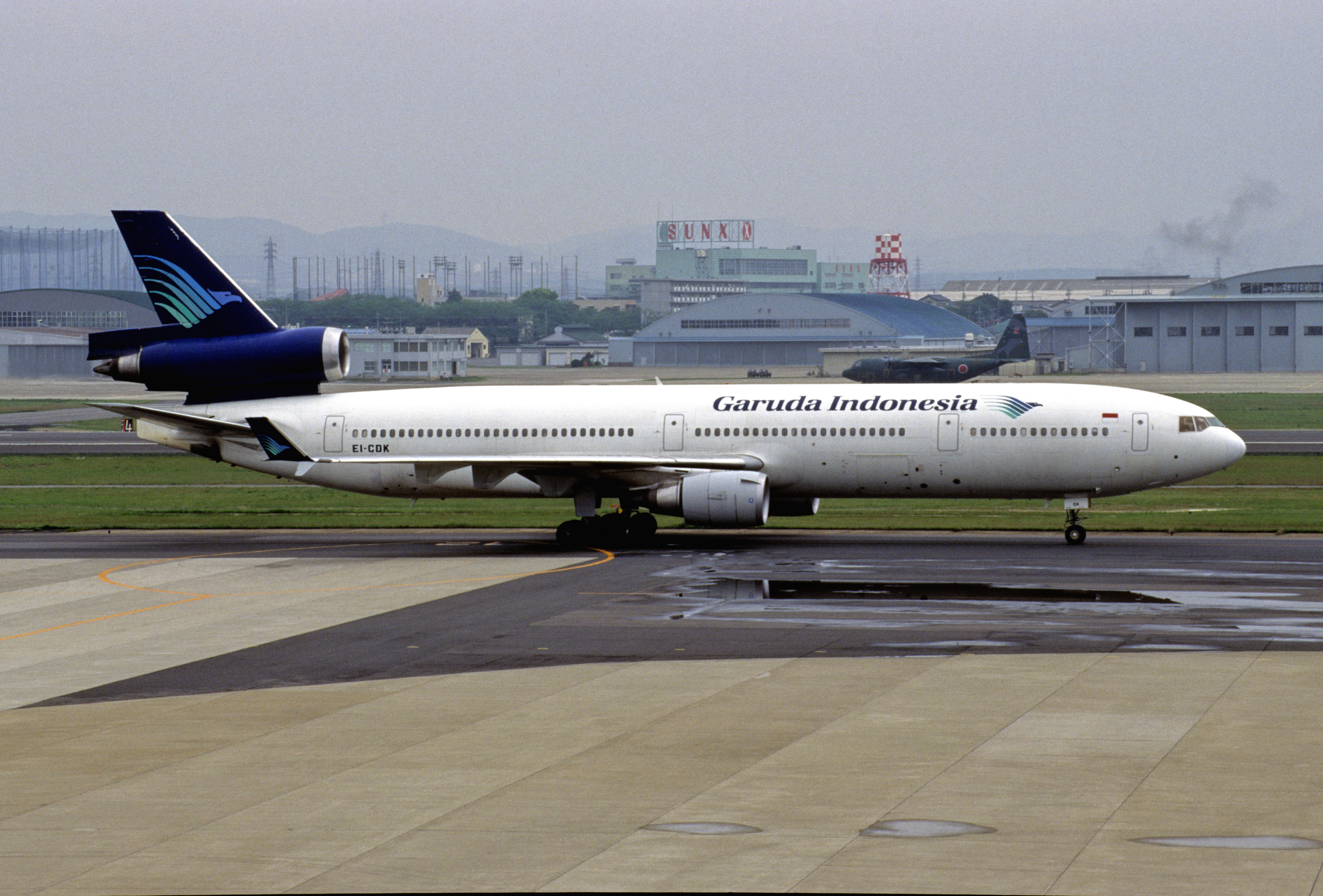
マクドネル・ダグラスMD-11

## 塗装の変化
|                            | 使用期間       | 画像 |
| -------------------------- | -------------- | ---- |
| 初代塗装                   | 1949年〜1961年 |      |
| 2代目塗装                  | 1961年〜1969年 |      |
| 3代目塗装                  | 1969年〜1985年 |      |
| 4代目塗装                  | 1985年〜2009年 |      |
| 5代目塗装 （現在も使用中） | 2009年〜       |      |

## 特別塗装機
- 2代目塗装の復刻塗装（2011年に撮影）
- スカイチーム塗装
- 2代目塗装から3代目塗装へ移行する際に作られた特別塗装機
- 3代目塗装の復刻塗装（インドネシア政府専用機）

## 就航都市
| ガルーダインドネシア航空 就航都市 （2024年9月 現在） | ガルーダインドネシア航空 就航都市 （2024年9月 現在） | ガルーダインドネシア航空 就航都市 （2024年9月 現在）     | ガルーダインドネシア航空 就航都市 （2024年9月 現在） | ガルーダインドネシア航空 就航都市 （2024年9月 現在） |
| ---------------------------------------------------- | ---------------------------------------------------- | -------------------------------------------------------- | ---------------------------------------------------- | ---------------------------------------------------- |
| 国                                                   | 都市                                                 | 空港                                                     | 備考                                                 |                                                      |
| 東南アジア                                           |                                                      |                                                          |                                                      |                                                      |
| インドネシア                                         | ジャカルタ                                           | スカルノ・ハッタ国際空港                                 | メインハブ空港                                       |                                                      |
| インドネシア                                         | バリ島                                               | ングラ・ライ国際空港                                     | ハブ空港                                             |                                                      |
| インドネシア                                         | マカッサル                                           | ハサヌディン国際空港                                     | 焦点都市                                             |                                                      |
| インドネシア                                         | バリクパパン                                         | スルターン・アジ・ムハンマド・スレイマン空港             | 焦点都市                                             |                                                      |
| インドネシア                                         | スラバヤ                                             | ジュアンダ国際空港                                       | 焦点都市                                             |                                                      |
| インドネシア                                         | メダン                                               | クアラナム国際空港                                       | 焦点都市                                             |                                                      |
| インドネシア                                         | ジョグジャカルタ                                     | アジスチプト国際空港                                     |                                                      |                                                      |
| インドネシア                                         | バンドン                                             | フセイン・サストラネガラ空港                             |                                                      |                                                      |
| インドネシア                                         | ロンボク島                                           | ロンボク国際空港                                         |                                                      |                                                      |
| マレーシア                                           | クアラルンプール                                     | クアラルンプール国際空港                                 |                                                      |                                                      |
| シンガポール                                         | シンガポール                                         | シンガポール・チャンギ国際空港                           |                                                      |                                                      |
| タイ                                                 | バンコク                                             | スワンナプーム国際空港                                   |                                                      |                                                      |
| 東アジア                                             |                                                      |                                                          |                                                      |                                                      |
| 日本                                                 | 東京                                                 | 東京国際空港                                             |                                                      |                                                      |
| 日本                                                 | 東京                                                 | 成田国際空港                                             |                                                      |                                                      |
| 中国                                                 | 上海                                                 | 上海浦東国際空港                                         |                                                      |                                                      |
| 中国                                                 | 広州                                                 | 広州白雲国際空港                                         |                                                      |                                                      |
| 香港                                                 | 香港                                                 | 香港国際空港                                             |                                                      |                                                      |
| 韓国                                                 | ソウル                                               | 仁川国際空港                                             |                                                      |                                                      |
| 南アジア                                             |                                                      |                                                          |                                                      |                                                      |
| 西アジア                                             |                                                      |                                                          |                                                      |                                                      |
| サウジアラビア                                       | ジェッダ                                             | キング・アブドゥルアズィーズ国際空港                     |                                                      |                                                      |
| サウジアラビア                                       | マディーナ                                           | プリンス・モハンマド・ビン・アブドゥルアズィーズ国際空港 |                                                      |                                                      |
|                                                      |                                                      |                                                          |                                                      |                                                      |
| ヨーロッパ                                           |                                                      |                                                          |                                                      |                                                      |
| オランダ                                             | アムステルダム                                       | アムステルダム・スキポール空港                           |                                                      |                                                      |
| オセアニア                                           |                                                      |                                                          |                                                      |                                                      |
| オーストラリア                                       | シドニー                                             | シドニー国際空港                                         |                                                      |                                                      |
| オーストラリア                                       | メルボルン                                           | メルボルン空港                                           |                                                      |                                                      |
|                                                      |                                                      |                                                          |                                                      |                                                      |
| 休・廃止路線                                         |                                                      |                                                          |                                                      |                                                      |
| イギリス                                             | ロンドン                                             | ロンドン・ヒースロー空港                                 | [ 50 ] [ 51 ] [ 52 ]                                 |                                                      |
| オーストラリア                                       | パース                                               | パース空港                                               |                                                      |                                                      |
| オーストラリア                                       | ブリスベン                                           | ブリスベン空港                                           |                                                      |                                                      |
| 日本                                                 | 愛知                                                 | 中部国際空港                                             |                                                      |                                                      |
| 日本                                                 | 福岡                                                 | 福岡空港                                                 |                                                      |                                                      |
| 日本                                                 | 大阪                                                 | 関西国際空港                                             |                                                      |                                                      |
| 中国                                                 | 北京                                                 | 北京首都国際空港                                         |                                                      |                                                      |
| 台湾                                                 | 台北                                                 | 台湾桃園国際空港                                         |                                                      |                                                      |
| フィリピン                                           | マニラ                                               | ニノイ・アキノ国際空港                                   |                                                      |                                                      |
| アラブ首長国連邦                                     | ドバイ                                               | ドバイ国際空港                                           |                                                      |                                                      |
| アラブ首長国連邦                                     | アブダビ                                             | アブダビ国際空港                                         |                                                      |                                                      |
| イギリス                                             | ロンドン                                             | ロンドン・ガトウィック空港                               | 2016年3月31日から寄港地をヒースローに変更            |                                                      |
| アメリカ合衆国                                       | ホノルル                                             | ホノルル国際空港                                         |                                                      |                                                      |
| ニュージーランド                                     | オークランド                                         | オークランド国際空港                                     |                                                      |                                                      |
| インド                                               | ムンバイ                                             | チャトラパティ・シヴァージー国際空港                     | バンコク経由                                         |                                                      |

## 便名
- GA086-089: ヨーロッパ
- GA100-199: 国内線（スマトラ）
- GA201-299: 国内線（中部ジャワ、マラン）
- GA300-399: 国内線（スラバヤ）
- GA400-499: 国内線（バリ、ヌサ・トゥンガラ）
- GA500-599: 国内線（カリマンタン）
- GA600-699: 国内線（スラウェシ、マルク、パプア）
- GA700-799: オーストラリア
- GA800-899: アジア
- GA900-999: 中東

## 機内サービス

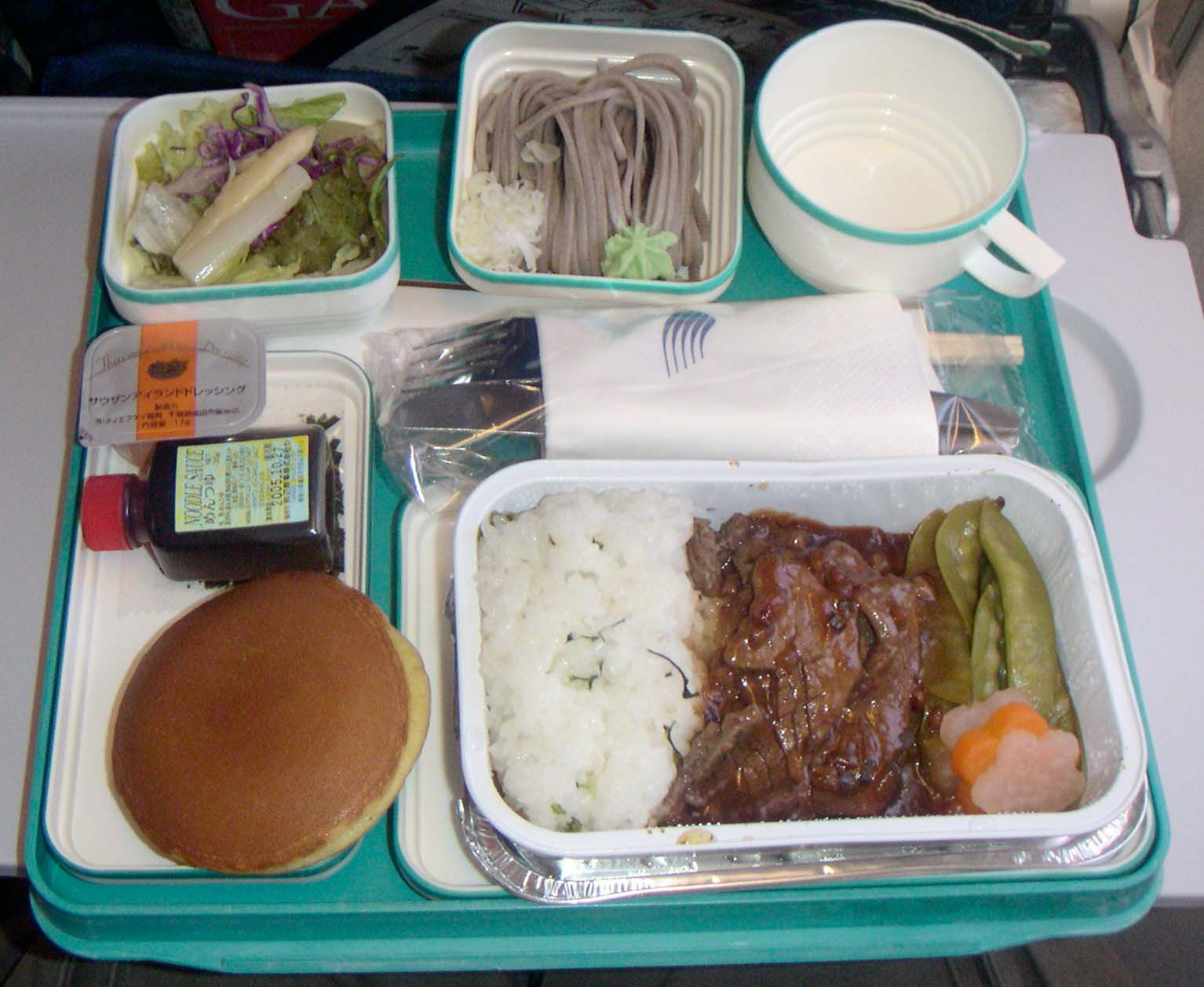
ガルーダ・インドネシア航空の機内食、東京-デンパサール

座席構成は、一部を除きビジネスクラスとエコノミークラスの2クラス制で、ボーイング777-300ERのみ機内Wi-Fiを搭載したファーストクラスの設定がある3クラス制となっている。中・長距離路線では、最新の機内エンターテイメントシステムが搭載されている。日本発着路線の機内食では、インドネシア料理のほか和食・洋食が提供され、ビジネスクラスを対象に事前予約も可能である。
2016年2月1日に受領したB777-300ER（機体番号：PK-GIK）とA330-300（機体番号：PK-GPZ）には、フルフラットになるビジネスクラス「スーパーダイヤモンドシート」 と新仕様のエコノミークラスを搭載。

## 事故と事件
1950年の最初の事件以来、ガルーダ・インドネシア航空は14回の死亡事故を起こしている。主なものは以下の通り。
- ガルーダ・インドネシア航空035便墜落事故 -  1987年4月4日、マクドネル・ダグラス DC-9-32（機体記号:PK-GNQ）が悪天候下でメダン・ポロニア国際空港へ着陸進入中、ウインドシアにより機体のバランスを崩してテレビ電波の送信所のアンテナ塔に接触し、滑走路手前の芝生に墜落した。乗員8名、乗客37名の計45名のうち、乗員4名、乗客19名の計23名が死亡した。死者の中には日本人3名（ジャカルタ在住2名とメダン在住1名）が含まれており、ジャカルタ在住の2名は新潟鐵工所ジャカルタ事務所の駐在員で、出張先のバンダ・アチェからジャカルタに帰る為に当便を利用し、事故に巻き込まれた。なお、事故機は1976年に製造された機材であった[57]。

- 福岡空港ガルーダ航空機離陸事故 - 1996年6月13日、マクドネル・ダグラス DC-10が福岡空港を離陸する際にエンジンに異常をきたし、機長が離陸決心速度を超過しているにもかかわらず離陸中止を決断したため、滑走路をオーバーランし、第3エンジン燃料管が断ち切れ炎上し機体が大破した。275人の乗員・乗客の内3人が死亡した[58]。
- ガルーダ・インドネシア航空152便墜落事故 - 1997年9月26日、視界不良の中を飛行していたエアバスA300がポロニア国際空港の18マイル手前のシボランギットに墜落した。222人の乗客と12人の乗員の全員が死亡し、インドネシア史上最悪の航空事故となった[59]。
- ガルーダ・インドネシア航空421便不時着事故 - 2002年1月16日、雷雨の中を飛行中だったボーイング737-3Q8の両エンジンが停止し、ソロ川への不時着水を余儀なくされた。乗員乗客60人のうち1人が死亡した[60]。
- ガルーダ・インドネシア航空200便墜落事故 - 2007年3月7日、ボーイング737-400（機体記号:PK-GZC）がジョグジャカルタのアジスチプト国際空港への着陸時にオーバーランし、水田に突っ込み炎上した。乗員乗客140人のうち21人が死亡。事故機の機長は業務上過失致死傷の疑いでインドネシア警察当局に逮捕された[61]。